# Amphiura
Genre
Amphiura  est un genre d'ophiures (animaux marins ressemblant à des étoiles de mer souples) de la famille des Amphiuridae.

## Description et caractéristiques

Amphiura acuta

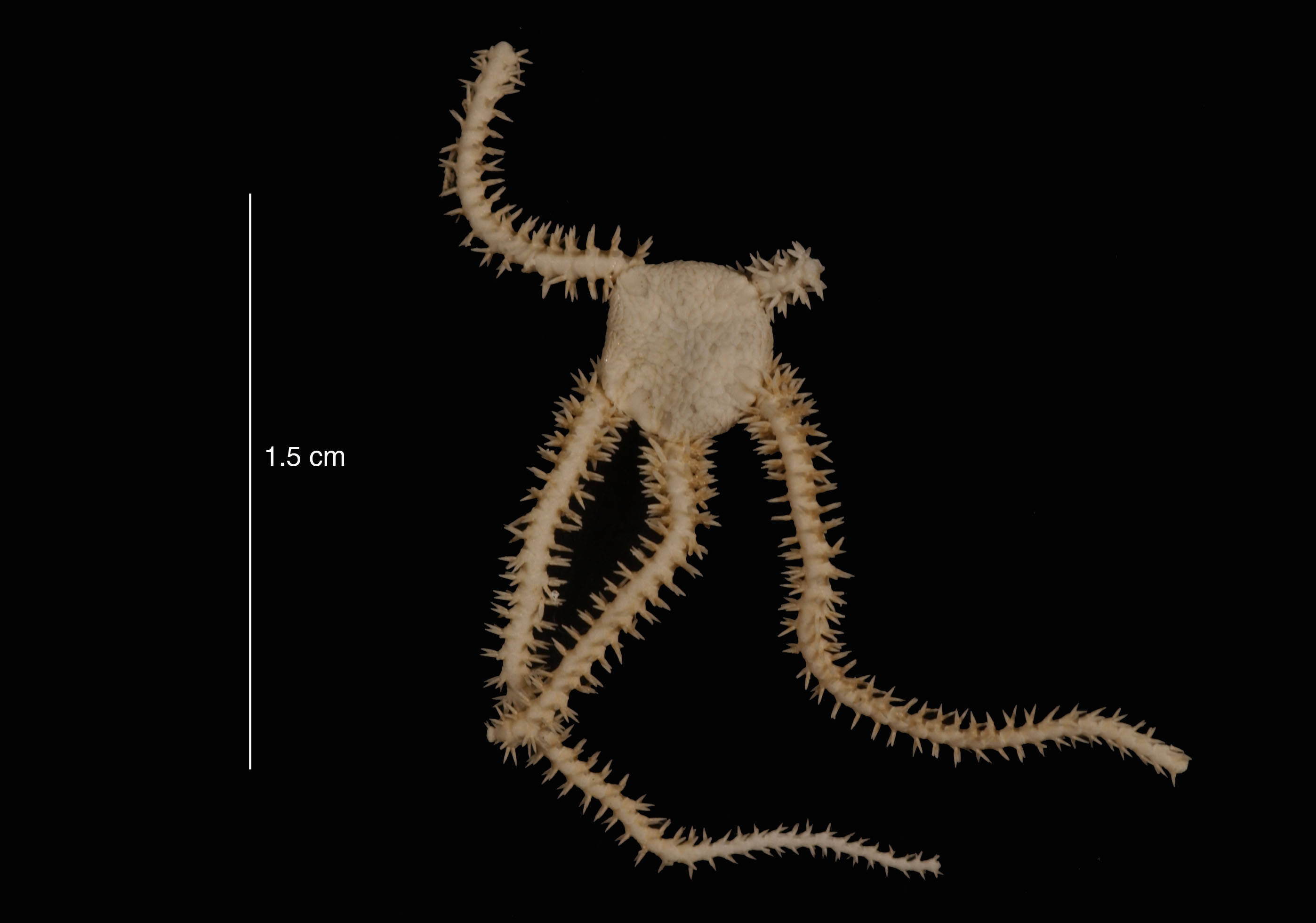
Amphiura algida

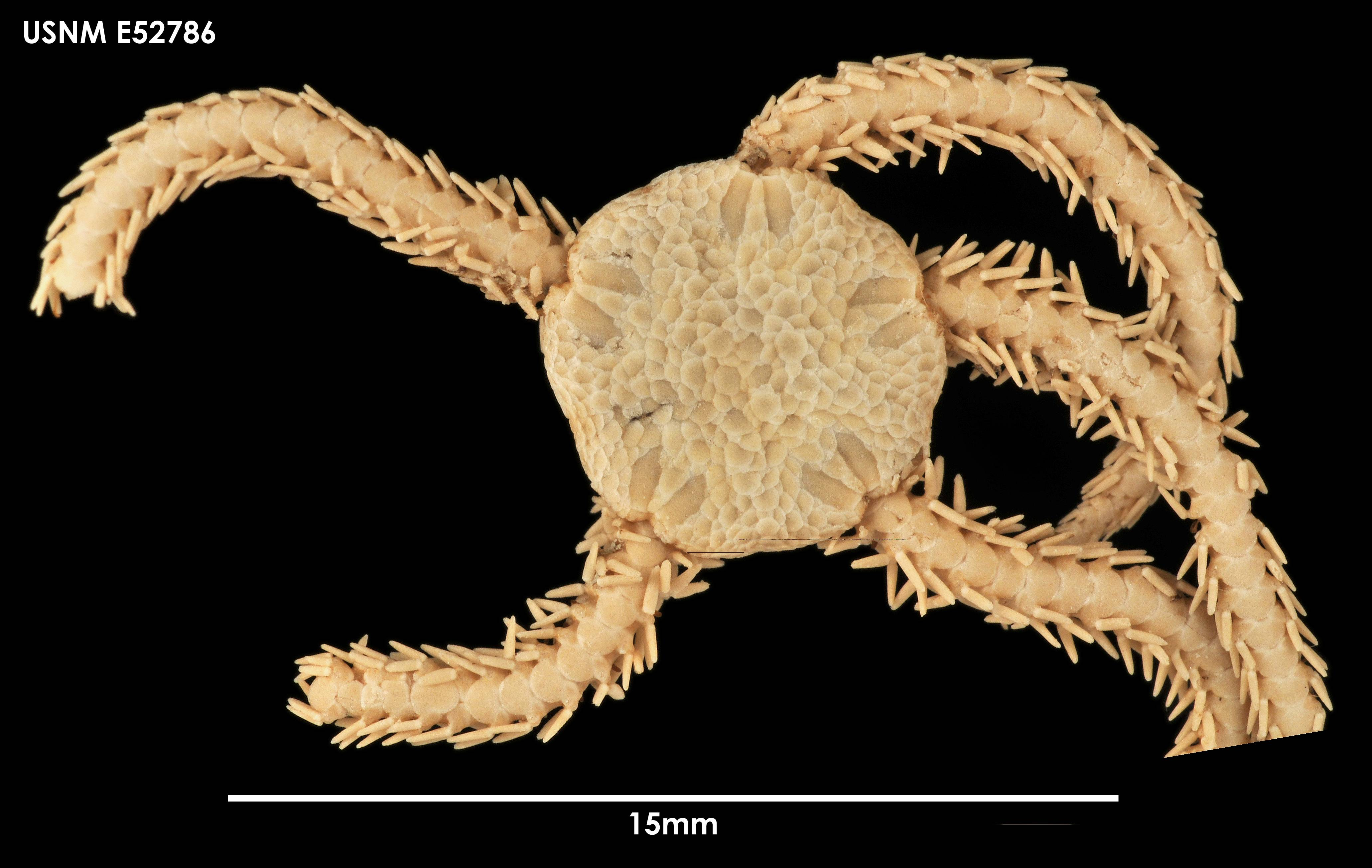
Amphiura alternans

Amphiura amokurae

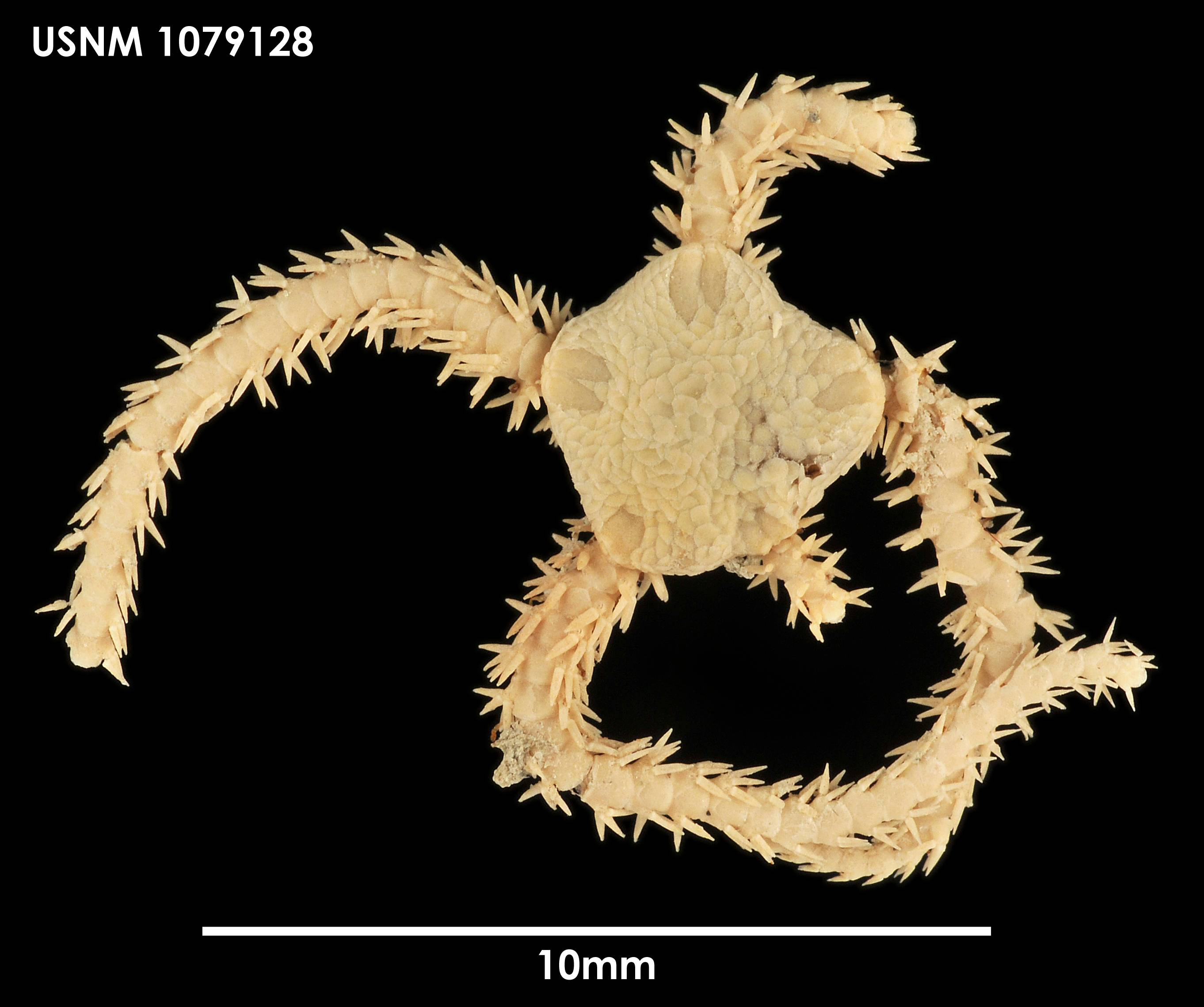
Amphiura angularis

Amphiura annulifera

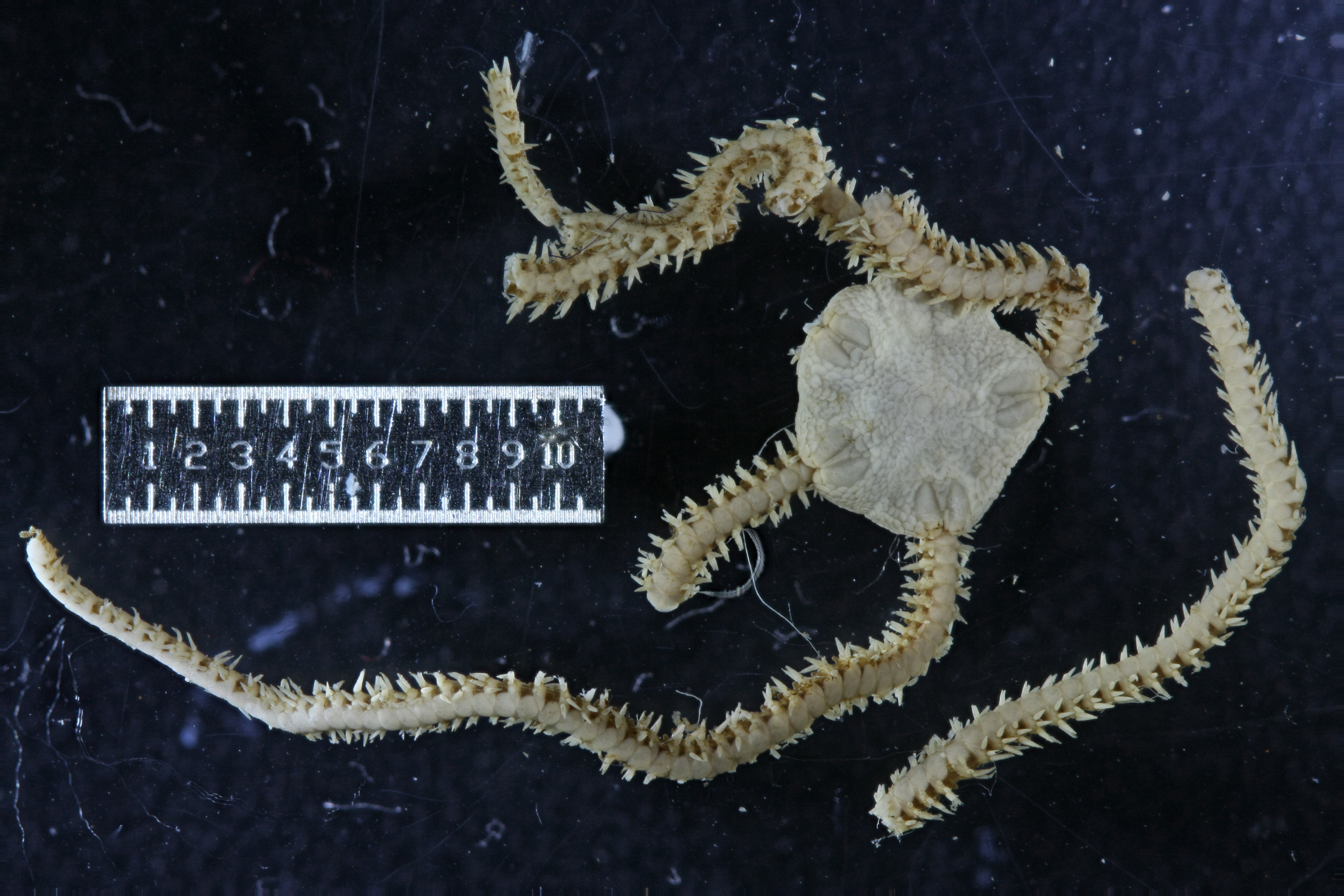
Amphiura anomala

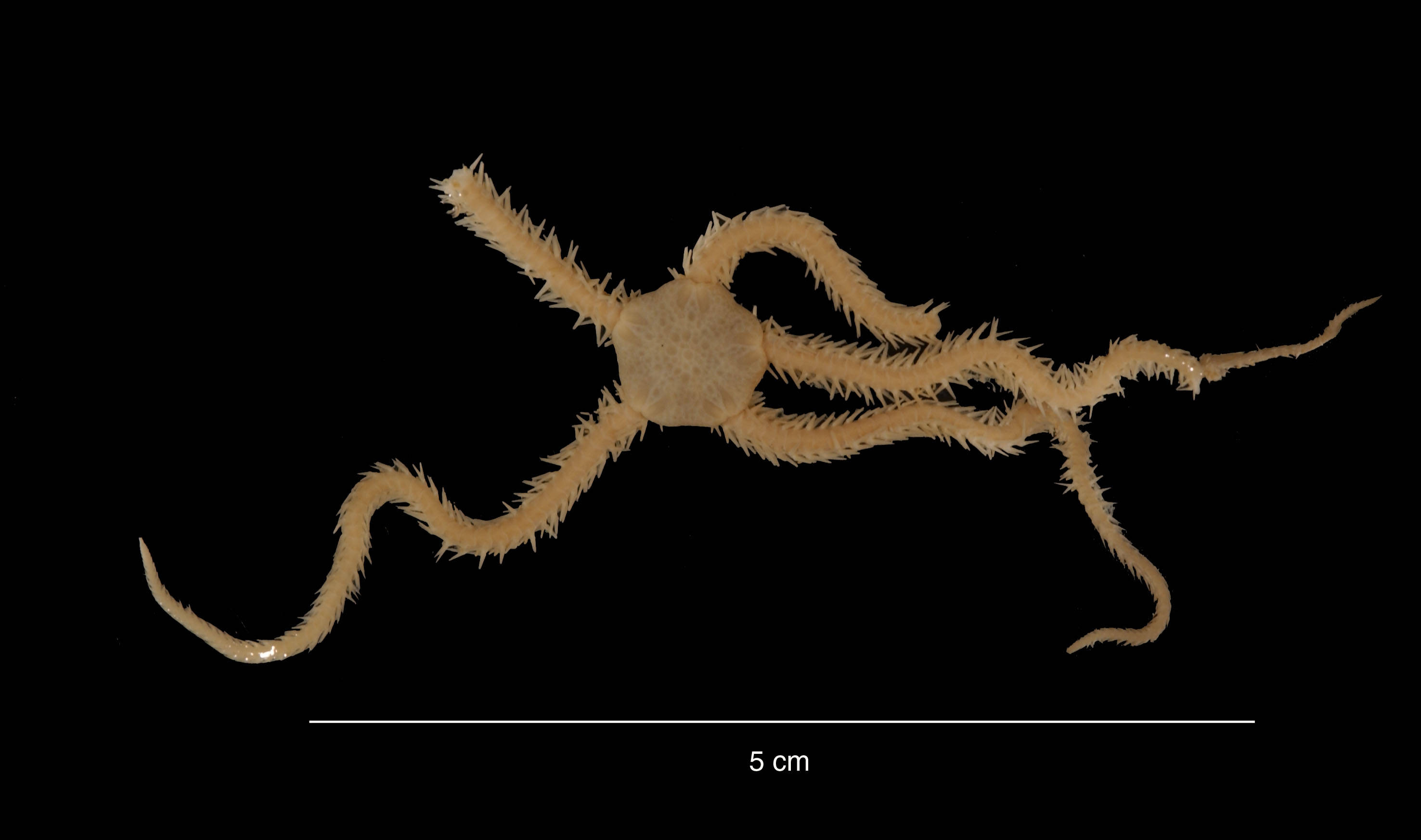
Amphiura belgicae

Amphiura calbuca

Ce sont des ophiures grêles, au disque central réduit, mais aux bras très allongés. Le disque est dépourvu de piquants mais porte généralement des écailles bien distinctes. On les identifie surtout à leur mâchoire, où chacun des cinq éléments est terminé par deux papilles infradentales suivies d'un vide avant les éventuelles papilles dentales. 
Elles vivent enterrées dans le sédiment, d'où elles ne laissent dépasser que leurs bras couverts d'épines articulées, qui leur servent à capturer le plancton dont elles se nourrissent.
On en trouve dans toutes les mers ouvertes du monde (sauf la mer Noire), des pôles aux tropiques et des plages aux abysses.

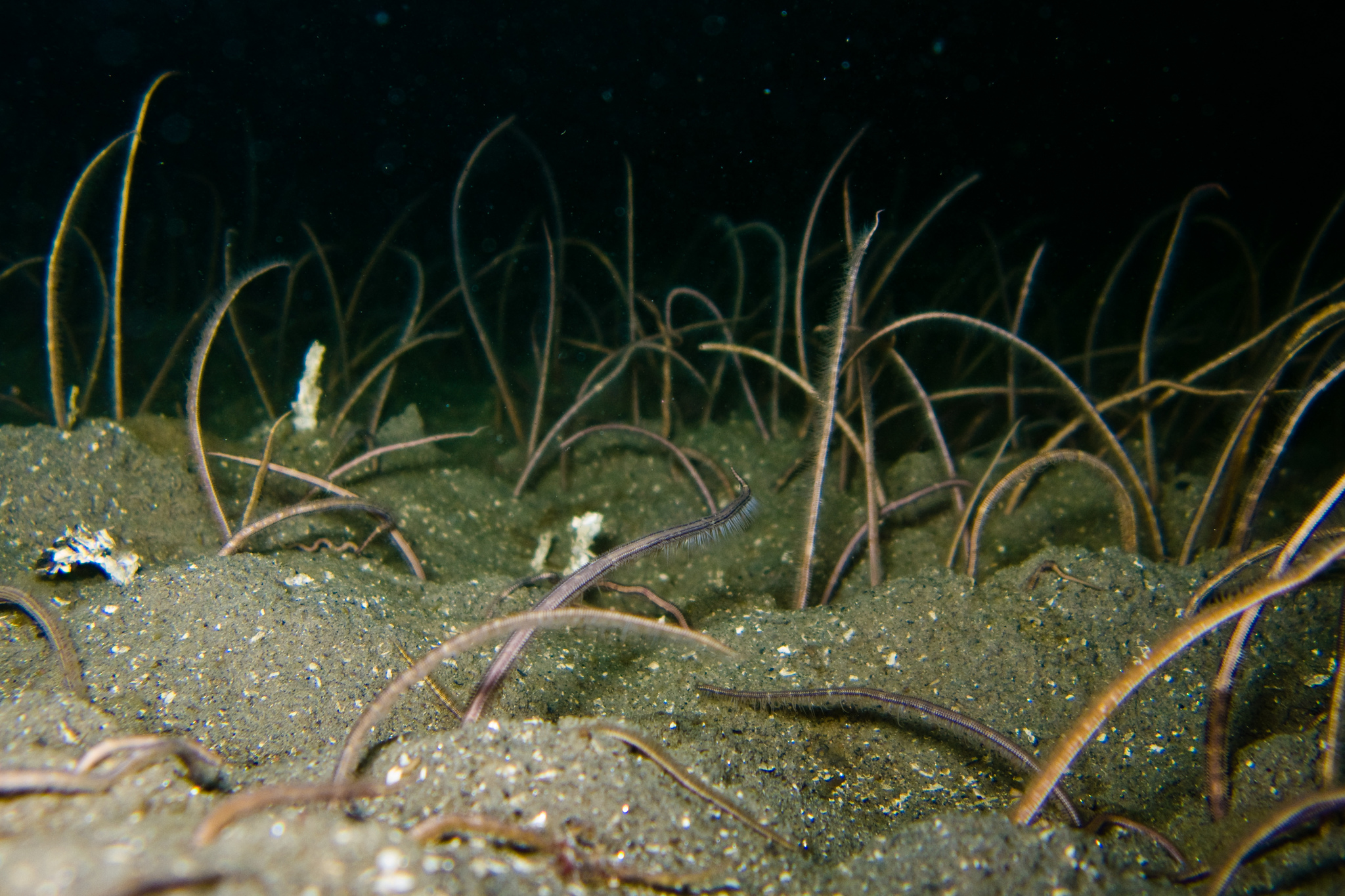
Amphiura arcystata observée in situ en Californie.
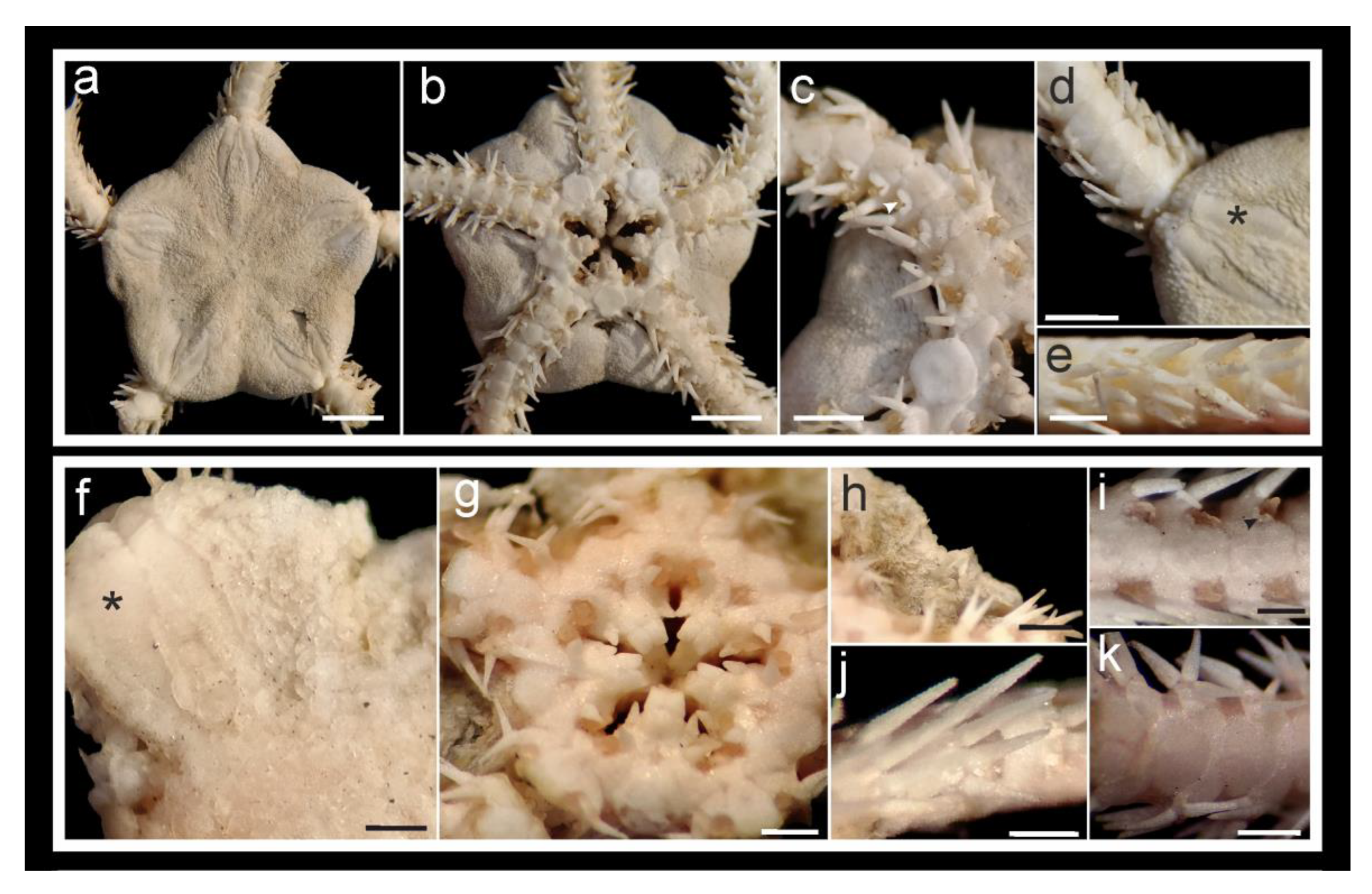
Détail de plusieurs Amphiura des abysses du Golfe de Gascogne.
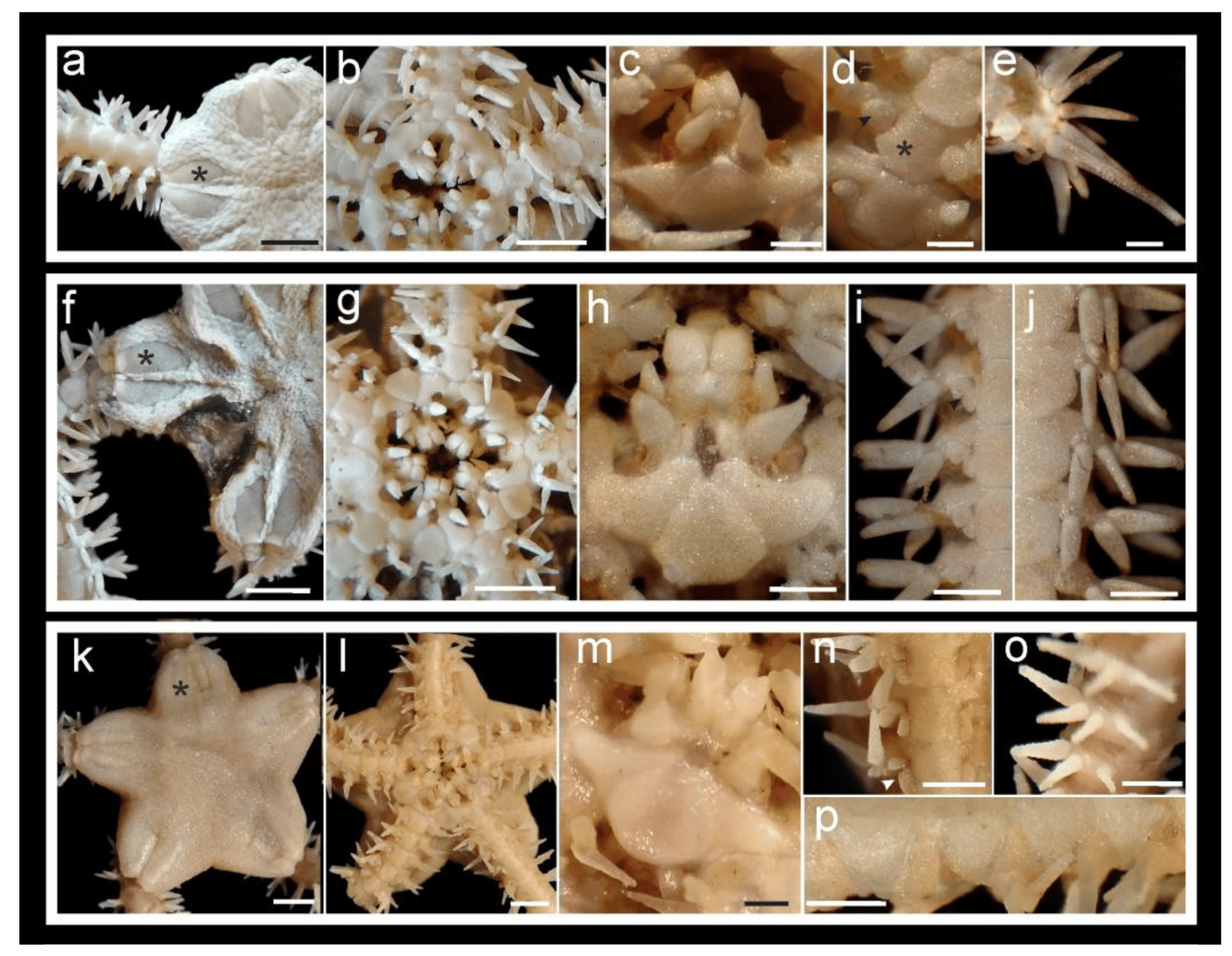
idem.
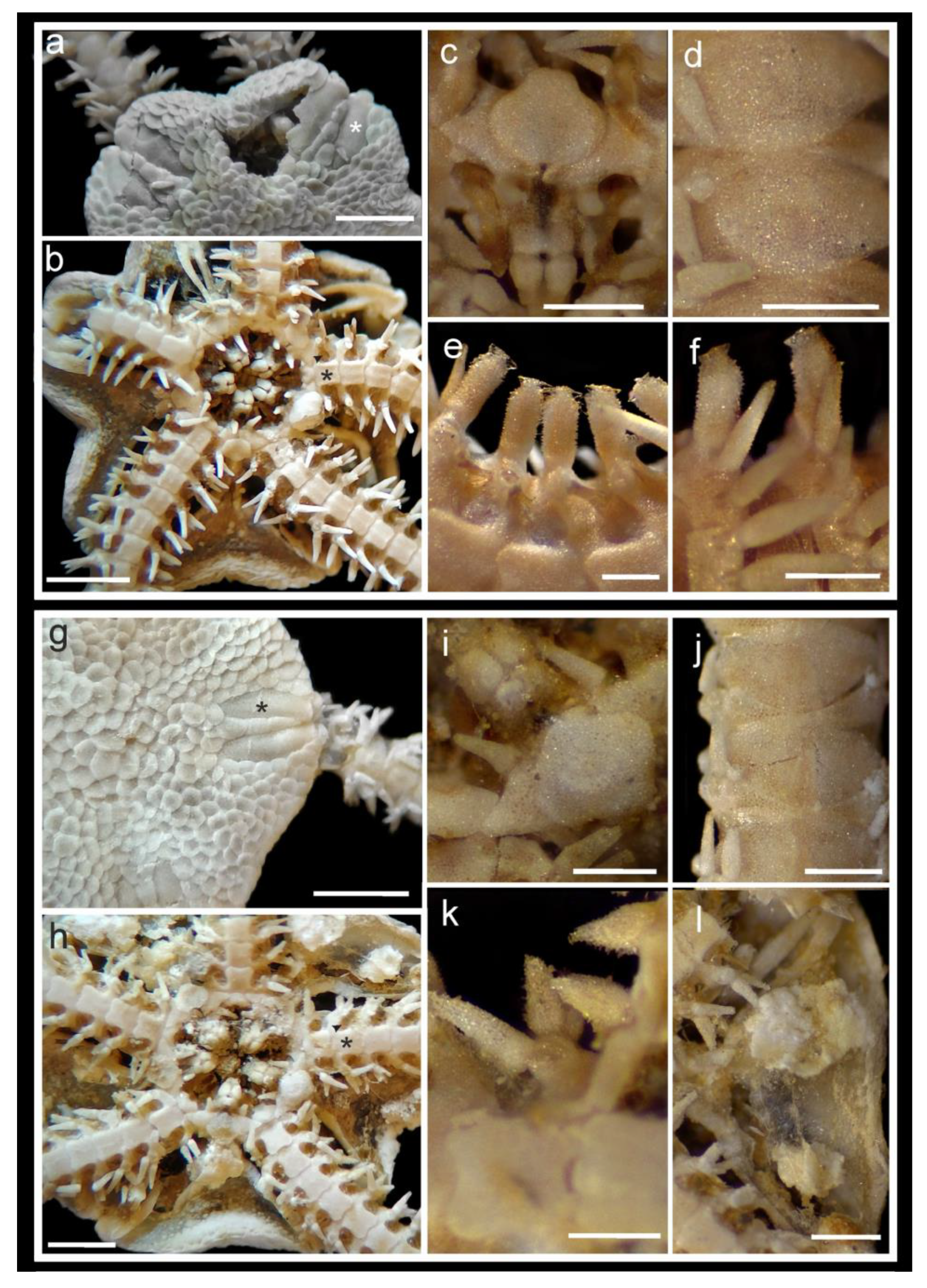
Idem.

## Liste des espèces
Ce genre est l'un des genres d'échinodermes comptant le plus grand nombre d'espèces, avec 209 espèces. Cela représente une ophiure sur dix, et un échinoderme actuel sur 35.
Selon World Register of Marine Species (12 novembre 2014) :
- Amphiura abbreviata Koehler, 1905
- Amphiura abyssorum Norman, in Jeffreys, 1876
- Amphiura acacia Lyman, 1879
- Amphiura accedens Koehler, 1910
- Amphiura acrisia H.L. Clark, 1938
- Amphiura acutisquama A.M. Clark, 1952
- Amphiura aestuarii Matsumoto, 1915
- Amphiura africana (J.B. Balinsky, 1957)
- Amphiura agitata Koehler, 1904
- Amphiura alba Mortensen, 1924
- Amphiura albella Mortensen, 1933
- Amphiura algida Koehler, 1911
- Amphiura ambigua Koehler, 1905
- Amphiura amokurae Mortensen, 1924
- Amphiura angularis Lyman, 1879
- Amphiura annulifera Mortensen, 1924
- Amphiura anomala Lyman, 1875
- Amphiura antarctica Studer, 1876
- Amphiura arcystata H.L. Clark, 1911
- Amphiura argentea Lyman, 1879
- Amphiura aster Farquhar, 1901
- Amphiura atlantica Ljungman, 1867
- Amphiura atlantidea Madsen, 1970
- Amphiura badensis Küpper, 1954
- Amphiura belgicae Koehler, 1900
- Amphiura bellis Lyman, 1879
- Amphiura benthica Castillo-Alárcon, 1968
- Amphiura beringiana Baranova, 1955
- Amphiura bidentata Clark, 1938
- Amphiura bihamula H.L. Clark, 1900
- Amphiura borealis (Sars G.O., 1871)
- Amphiura bountyia Devaney, 1974
- Amphiura brachyactis Clark, 1938
- Amphiura brevipes Lütken & Mortensen, 1899
- Amphiura brevispina Marktanner-Turneretscher, 1887
- Amphiura calbuca Mortensen, 1952
- Amphiura callida Albuquerque, Campos-Creasey & Guille, 2001
- Amphiura canadensis Verrill, 1899
- Amphiura candida Ljungman, 1867
- Amphiura caparti Cherbonnier, 1962
- Amphiura capensis Ljungman, 1867
- Amphiura carchara H.L. Clark, 1911
- Amphiura catephes Clark, 1938
- Amphiura celata Koehler, 1905
- Amphiura changi Liao, 2004
- Amphiura cherbonnieri Guille, 1972
- Amphiura chiajei Forbes, 1843
- Amphiura clausadae Cherbonnier & Guille, 1978
- Amphiura coacta Koehler, 1905
- Amphiura commutata Koehler, 1922
- Amphiura complanata Ljungman, 1867
- Amphiura concinna Koehler, 1904
- Amphiura concolor Lyman, 1879
- Amphiura constricta Lyman, 1879
- Amphiura corona Cherbonnier & Guille, 1978
- Amphiura correcta Koehler, 1907
- Amphiura crassipes Ljungman, 1867
- Amphiura cretacea Spencer, 1907
- Amphiura crispa Mortensen, 1940
- Amphiura crossota Murakami, 1943
- Amphiura crypta H.L. Clark, 1939
- Amphiura dacunhae Mortensen, 1936
- Amphiura dawbini (Fell, 1952)
- Amphiura deficiens Koehler, 1922
- Amphiura deichmanni Tommasi, 1965
- Amphiura dejecta Koehler, 1922
- Amphiura dejectoides H.L. Clark, 1939
- Amphiura delamarei Cherbonnier, 1958
- Amphiura demissa Koehler, 1922
- Amphiura diacritica Clark, 1938
- Amphiura diastata McClendon, 1909
- Amphiura diducta Koehler, 1914
- Amphiura digitula (H.L. Clark, 1911)
- Amphiura dikellacantha Baker, 1974
- Amphiura dino A.H. Clark, 1949
- Amphiura diomedeae Lütken & Mortensen, 1899
- Amphiura divaricata Ljungman, 1867
- Amphiura dolia Clark, 1938
- Amphiura duncani Lyman, 1882
- Amphiura ecnomiotata H.L. Clark, 1911
- Amphiura elandiformis A.M. Clark, 1966
- Amphiura eugeniae Ljungman, 1867
- Amphiura eugenioides Clark, 1939
- Amphiura euopla Clark, 1911
- Amphiura exigua Verrill, 1899
- Amphiura fasciata Mortensen, 1940
- Amphiura fibulata Koehler, 1914
- Amphiura ficta Koehler, 1910
- Amphiura filiformis (O.F. Müller, 1776)
- Amphiura flexuosa Ljungman, 1867
- Amphiura fragilis Verrill, 1885
- Amphiura gigantiformis Küpper, 1954
- Amphiura glabra Lyman, 1879
- Amphiura goniodes H.L. Clark, 1915
- Amphiura grandisquama Lyman, 1869
- Amphiura griegi Mortensen, 1920
- Amphiura gymnogastra Lütken & Mortensen, 1899
- Amphiura gymnopora Lütken & Mortensen, 1899
- Amphiura heptacantha (Mortensen, 1940)
- Amphiura heraldica Fell, 1952
- Amphiura hexacantha Nielsen, 1932
- Amphiura hexactis (Mortensen, 1940)
- Amphiura hilaris Koehler, 1904
- Amphiura hinemoae Mortensen, 1924
- Amphiura immira Ely, 1942
- Amphiura incana Lyman, 1879
- Amphiura inepta Djakonov, 1954
- Amphiura instans Koehler, 1905
- Amphiura intricata Lütken, 1869
- Amphiura iraciae Tommasi & Oliveira, 1976
- Amphiura iridoides Matsumoto, 1917
- Amphiura joubini Koehler, 1912
- Amphiura kandai Murakami, 1942
- Amphiura kinbergi Ljungman, 1872
- Amphiura koreae Duncan, 1879
- Amphiura kuekenthali Koehler, 1913
- Amphiura lacazei Guille, 1976
- Amphiura lanceolata Lyman, 1879
- Amphiura latispina Ljungman, 1867
- Amphiura latisquama Mortensen, 1924
- Amphiura lepidevaspis Djakonov, 1935
- Amphiura leptobrachia Murakami, 1942
- Amphiura leptodoma H.L. Clark, 1911
- Amphiura leptotata H.L. Clark, 1915
- Amphiura leucaspis H.L. Clark, 1938
- Amphiura linearis Mortensen, 1933
- Amphiura liui Liao, 2004
- Amphiura lorioli (Koehler, 1897)
- Amphiura lunaris Lyman, 1878
- Amphiura lymani Studer, 1885
- Amphiura macraspis Murakami, 1942
- Amphiura macroscytalia Murakami, 1943
- Amphiura madecassae Cherbonnier & Guille, 1978
- Amphiura magellanica Ljungman, 1867
- Amphiura magnisquama H.L. Clark, 1938
- Amphiura marionensis Bernasconi, 1968
- Amphiura maxima Lyman, 1879
- Amphiura mediterranea Lyman, 1882
- Amphiura megalaspis H.L. Clark, 1939
- Amphiura megapoma Murakami, 1942
- Amphiura micra H.L. Clark, 1938
- Amphiura micraspis H.L. Clark, 1911
- Amphiura microdiscoida H.L. Clark, 1915
- Amphiura microplax Mortensen, 1936
- Amphiura microsoma H.L. Clark, 1915
- Amphiura modesta Studer, 1882
- Amphiura monorima Mortensen, 1936
- Amphiura morosa Koehler, 1905
- Amphiura muelleri Marktanner-Turneretscher, 1887
- Amphiura multiremula H.L. Clark, 1938
- Amphiura multispina H.L. Clark, 1915
- Amphiura nannodes H.L. Clark, 1938
- Amphiura nociva Koehler, 1904
- Amphiura octacantha (H.L. Clark, 1915)
- Amphiura otteri Ljungman, 1872
- Amphiura pachybactra Murakami, 1942
- Amphiura palmeri Lyman, 1882
- Amphiura papillata Lütken & Mortensen, 1899
- Amphiura parviscutata A.M. Clark, 1966
- Amphiura perita Koehler, 1905
- Amphiura perplexus (Stimpson, 1855)
- Amphiura phalerata (Lyman, 1874)
- Amphiura plana Kutscher & Jagt, 2000
- Amphiura plantei Cherbonnier & Guille, 1978
- Amphiura poecila H.L. Clark, 1915
- Amphiura polyacantha Lütken & Mortensen, 1899
- Amphiura praefecta Koehler, 1907
- Amphiura princeps Koehler, 1907
- Amphiura proposita Koehler, 1922
- Amphiura protecta Hertz, 1926
- Amphiura psilopora Clark, 1911
- Amphiura ptena Clark, 1938
- Amphiura pusilla Farquhar, 1897
- Amphiura rathbuni Koehler, 1914
- Amphiura reloncavii Mortensen, 1952
- Amphiura retusa Djakonov, 1954
- Amphiura richardi Koehler, 1896
- Amphiura rosae Tommasi & Oliveira, 1976
- Amphiura rosea Farquhar, 1894
- Amphiura sanctaecrucis Arnold, 1908
- Amphiura sarsi Ljungman, 1872
- Amphiura securigera (Düben & Koren, 1846)
- Amphiura semiermis Lyman, 1869
- Amphiura seminuda Lütken & Mortensen, 1899
- Amphiura senegalensis Madsen, 1970
- Amphiura septemspinosa H.L. Clark, 1915
- Amphiura serpentina Lütken & Mortensen, 1899
- Amphiura simonsi A.M. Clark, 1952
- Amphiura sinicola Matsumoto, 1941
- Amphiura spinipes Mortensen, 1924
- Amphiura stepanovi Djakonov, 1954
- Amphiura stictacantha H.L. Clark, 1938
- Amphiura stimpsoni Lütken, 1859
- Amphiura sundevalli (Müller & Troschel, 1842)
- Amphiura syntaracha H.L. Clark, 1915
- Amphiura tenuis (H.L. Clark, 1938)
- Amphiura tomentosa Lyman, 1879
- Amphiura trachydisca H.L. Clark, 1911
- Amphiura triaina Djakonov, 1954
- Amphiura trisacantha H.L. Clark, 1928
- Amphiura tritonis Hoyle, 1884
- Amphiura tumulosa Djakonov, 1954
- Amphiura tutanekai Baker, 1974
- Amphiura uncinata Koehler, 1904
- Amphiura ungulata Madsen, 1970
- Amphiura ushakovi Djakonov, 1954
- Amphiura vadicola Matsumoto, 1915
- Amphiura velox Koehler, 1910
- Amphiura verticillata Ljungman, 1867

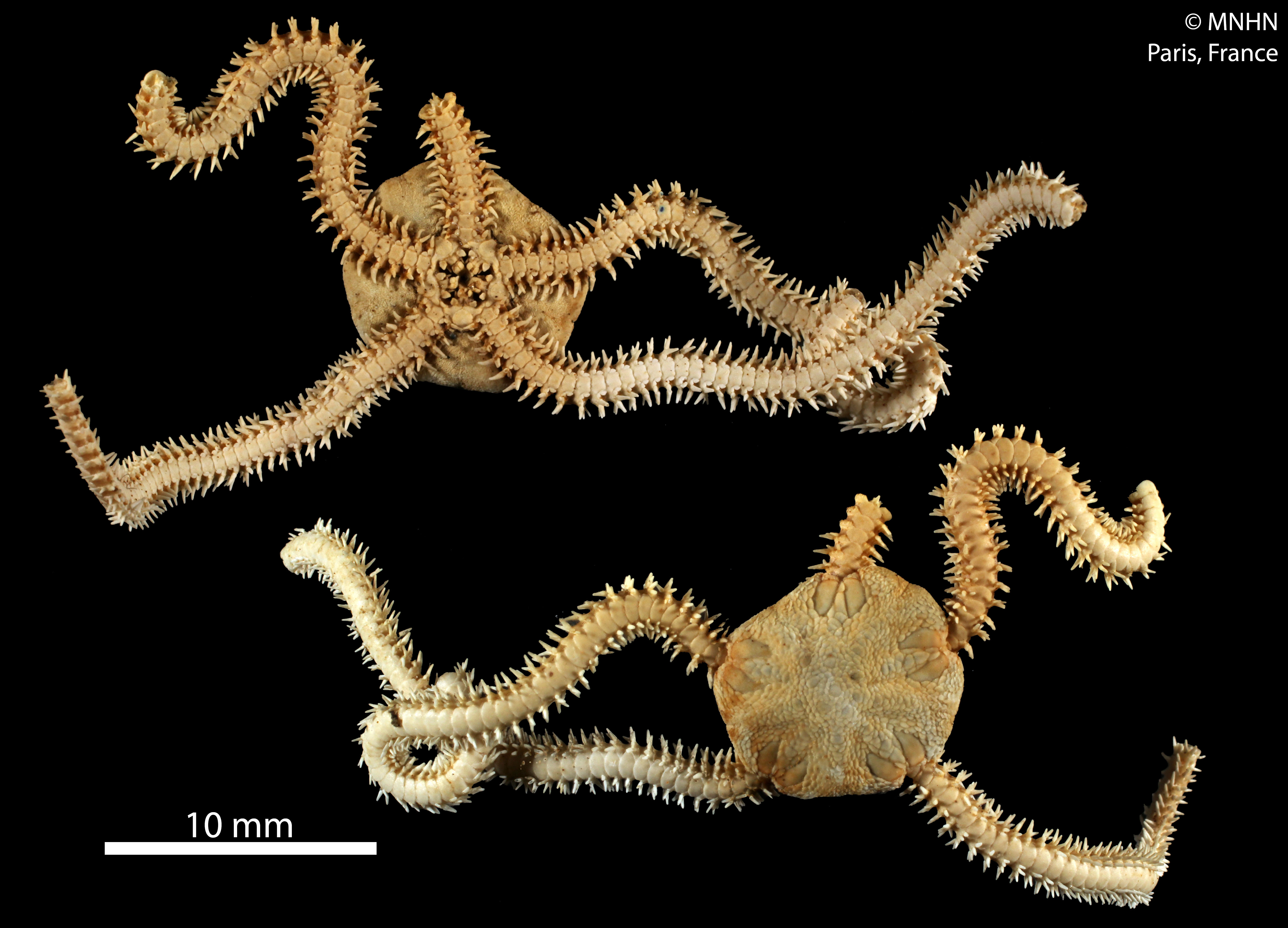
Amphiura callida
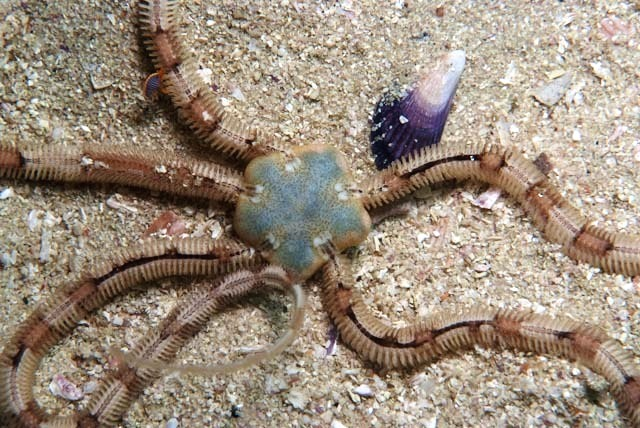
Amphiura capensis
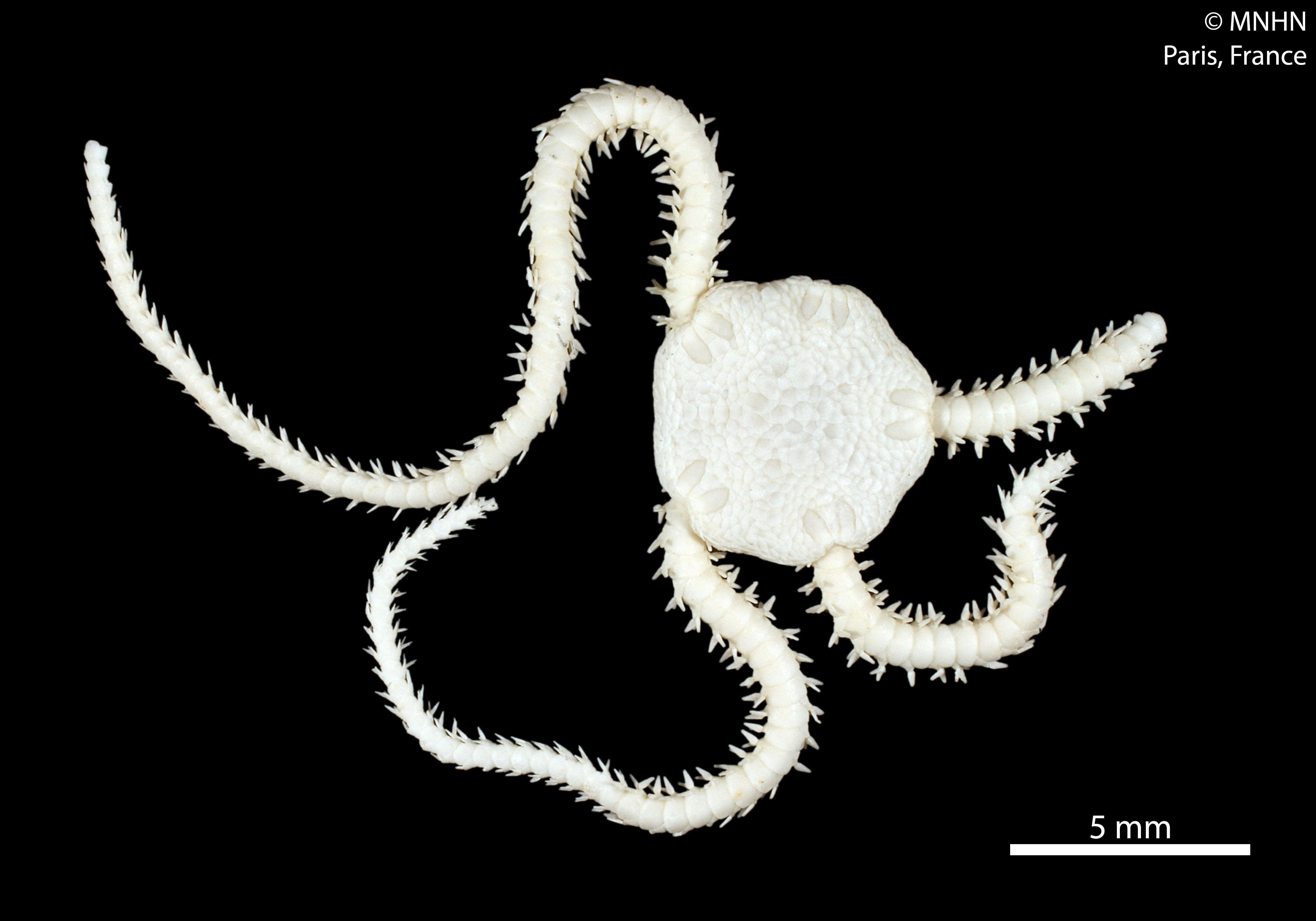
Amphiura cherbonnieri
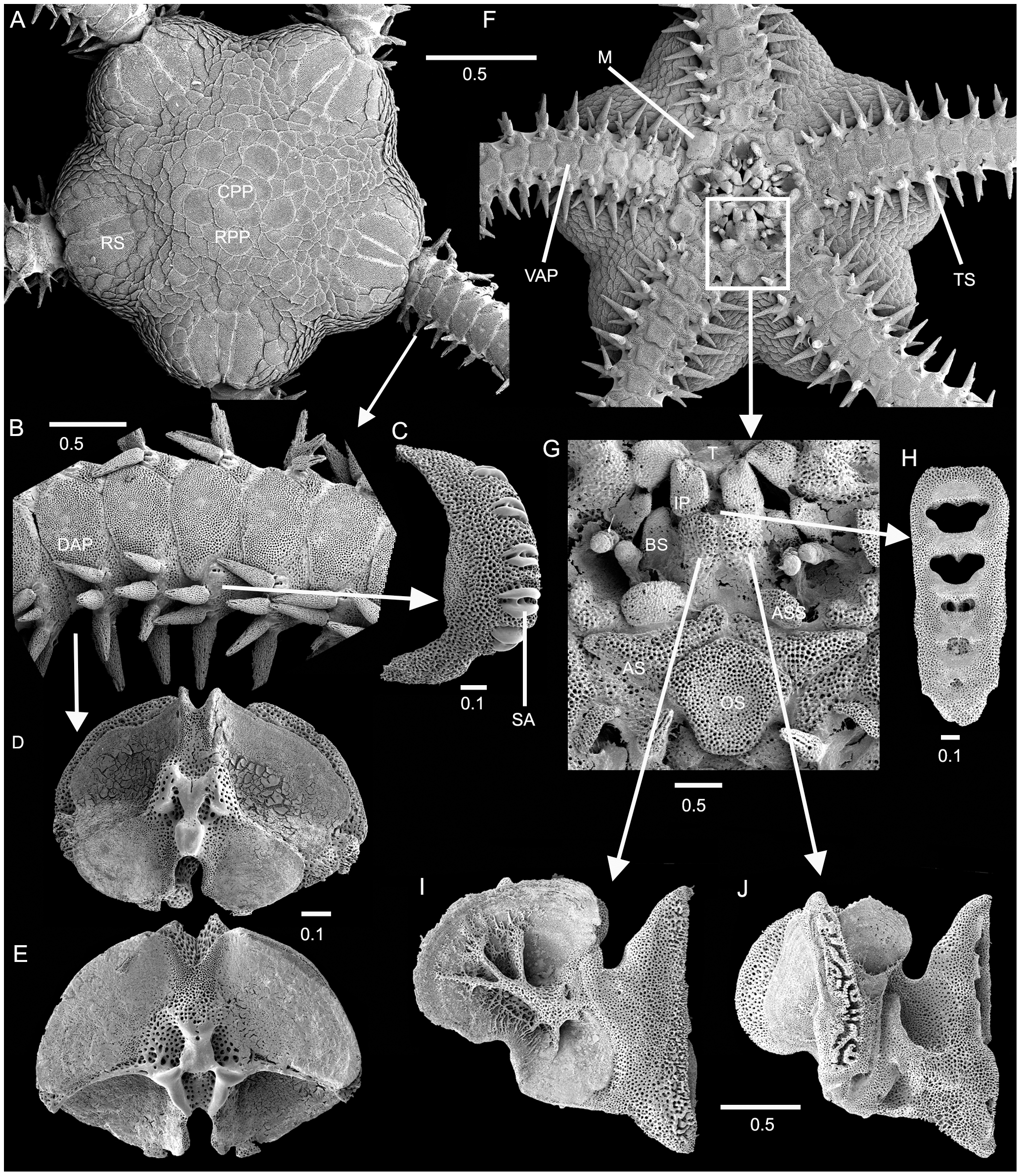
Détails de Amphiura chiajei
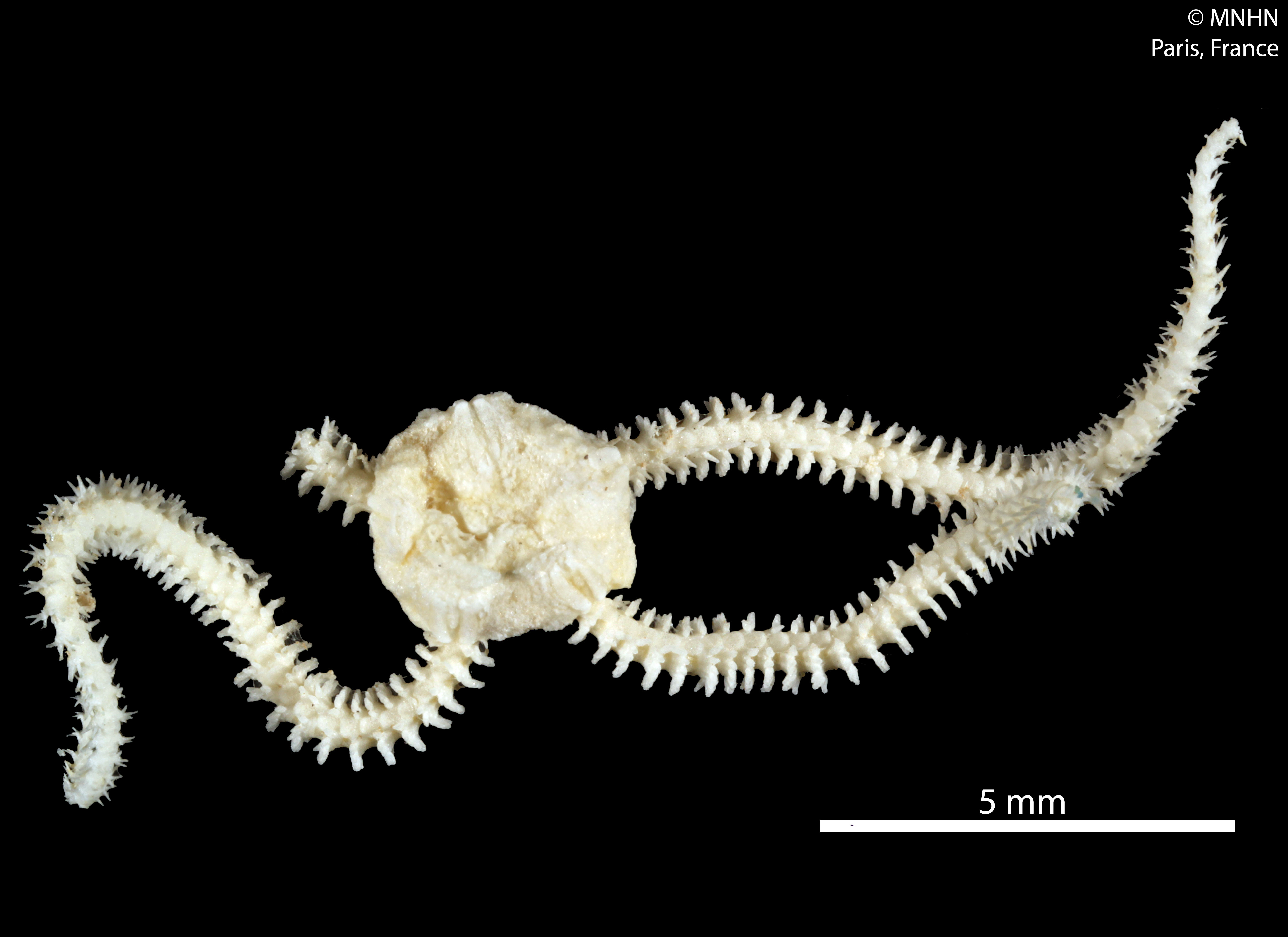
Amphiura clausadae
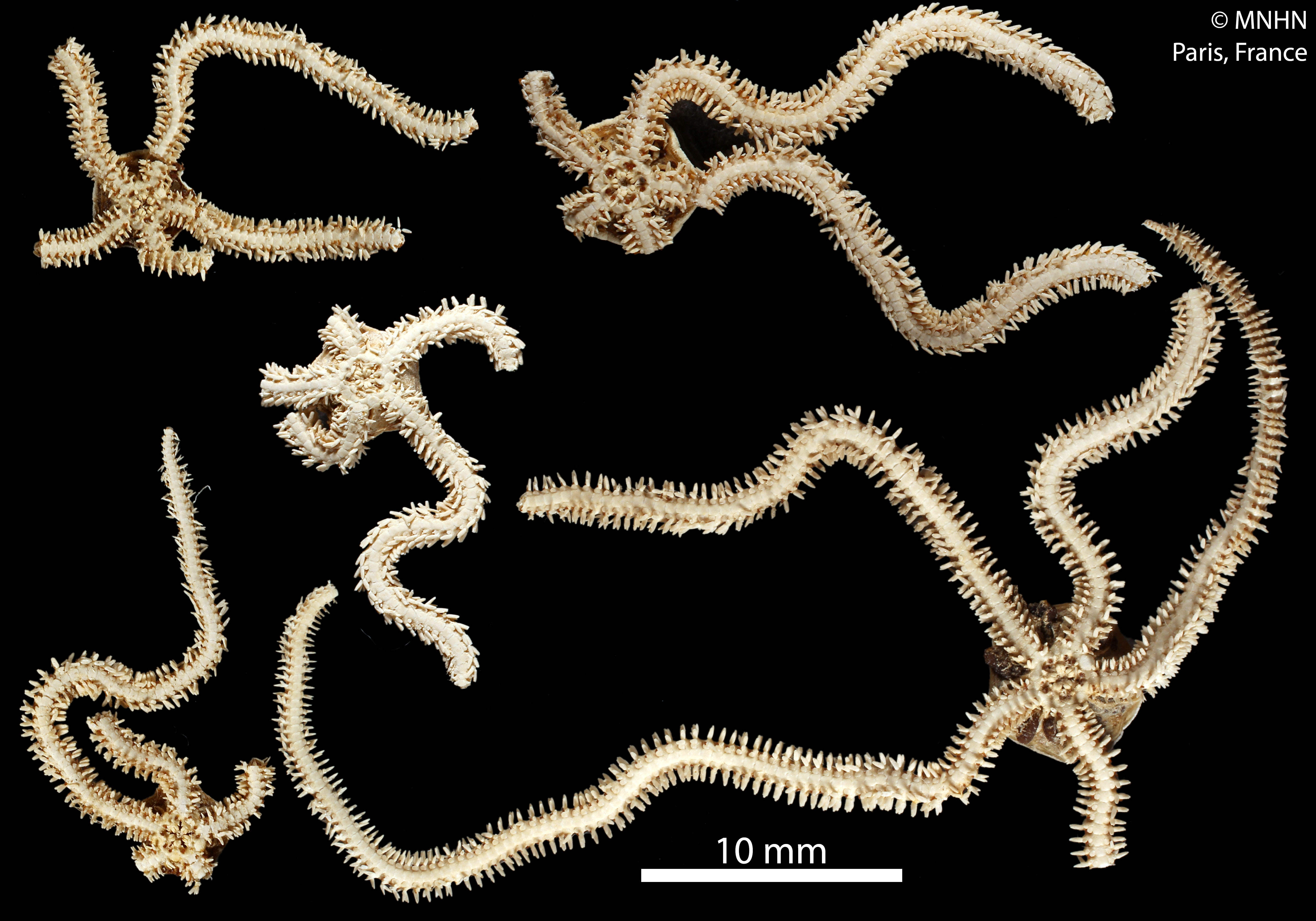
Amphiura commutata
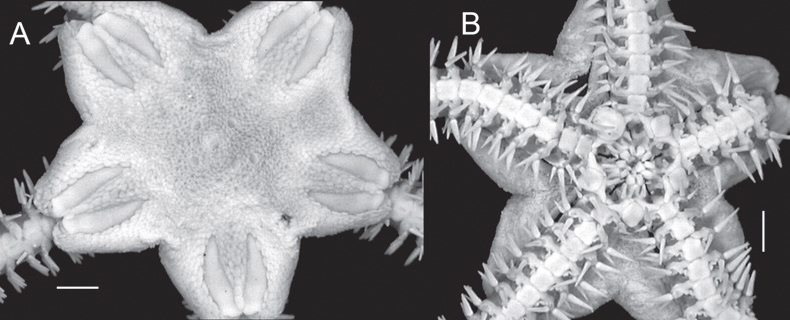
Amphiura complanata
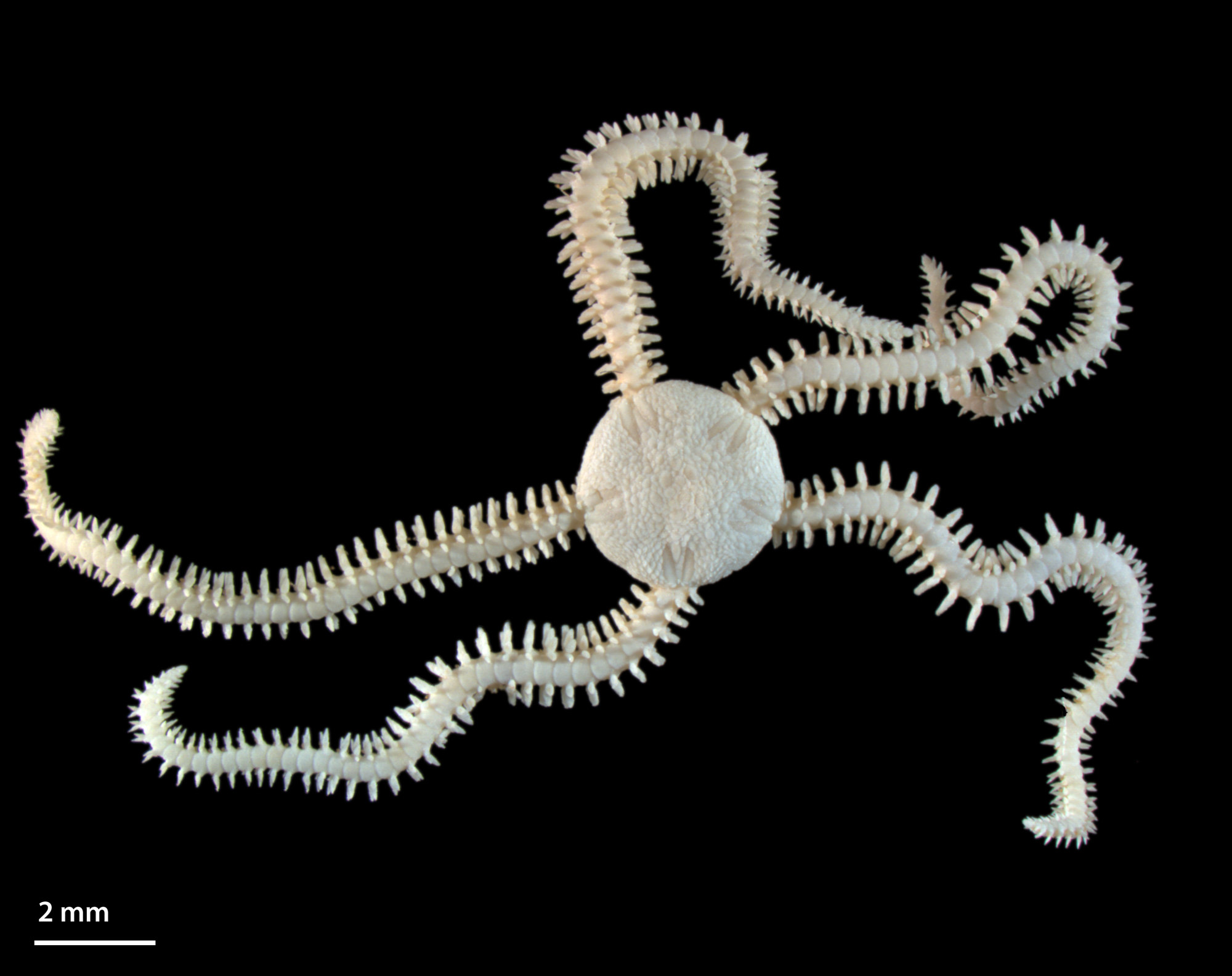
Amphiura constricta
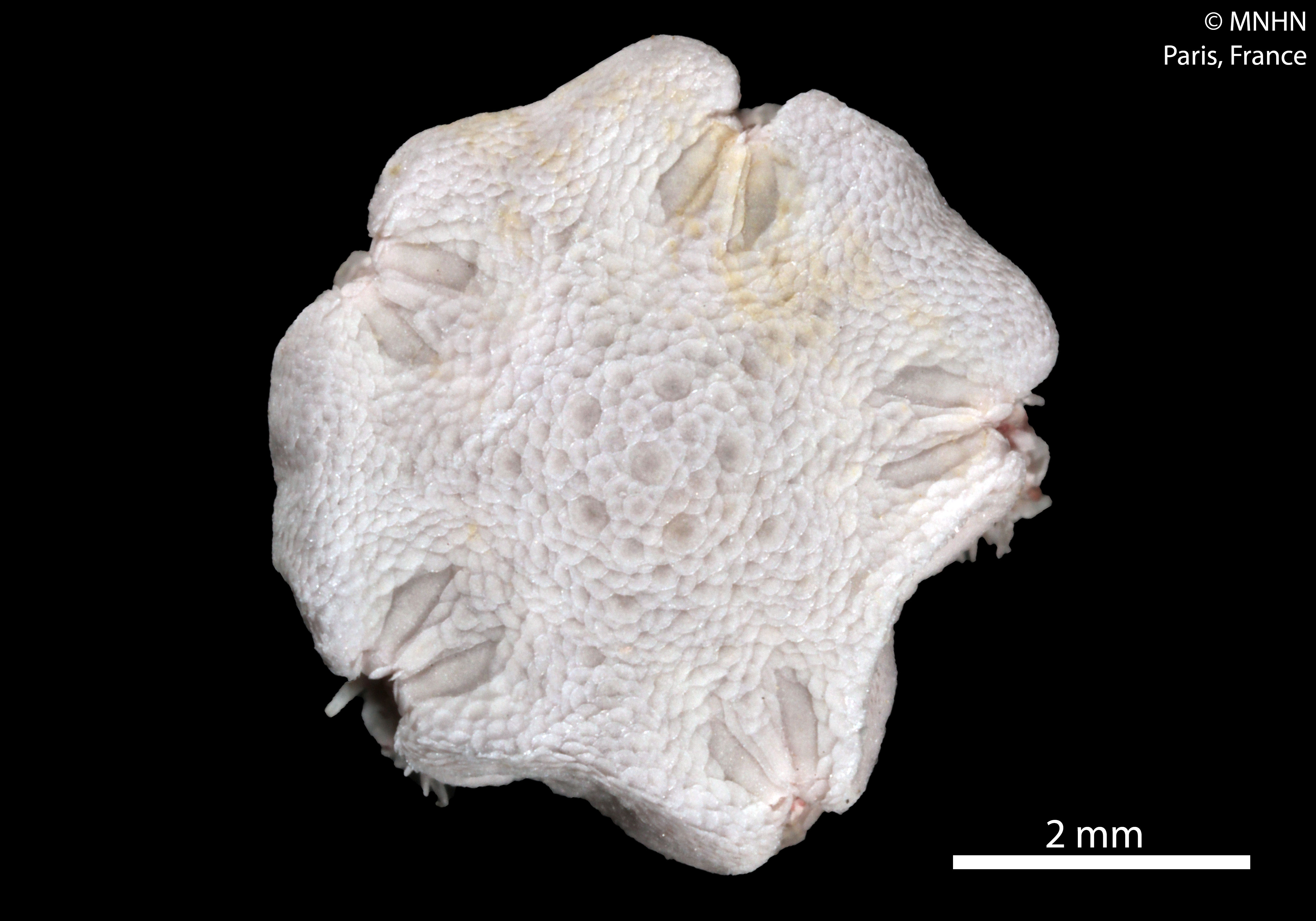
Amphiura corona
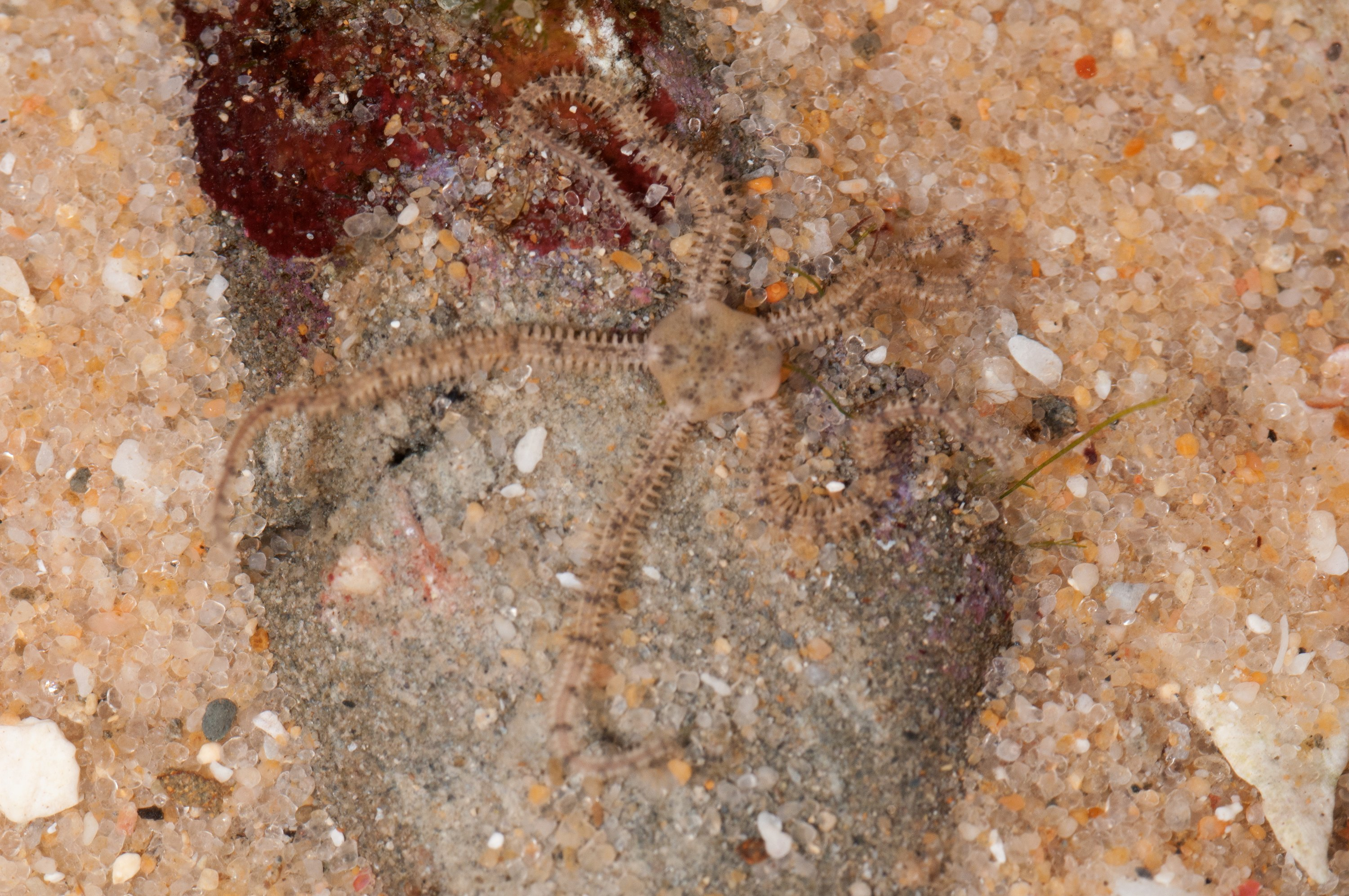
Amphiura constricta
Amphiura crispa
Amphiura dacunhae
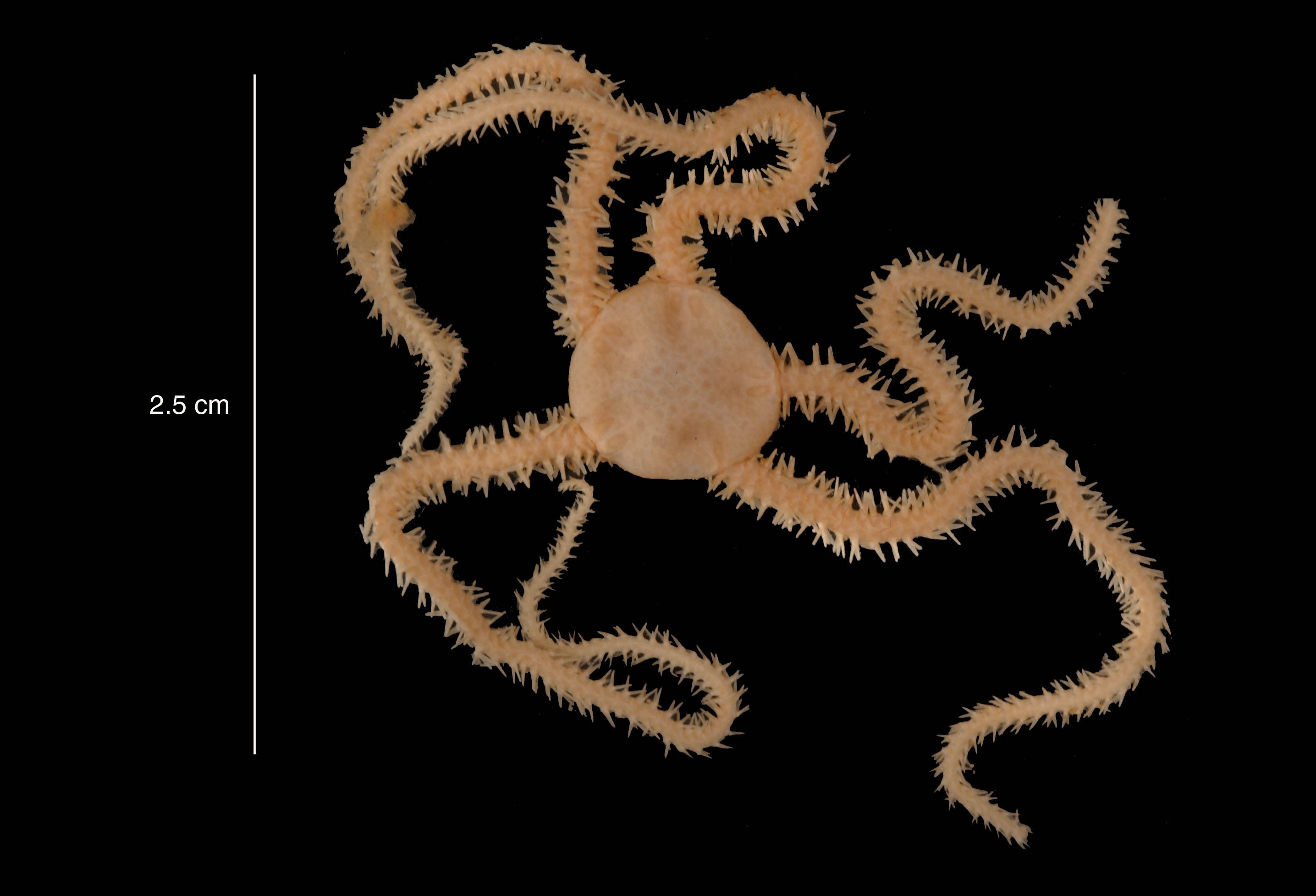
Amphiura deficiens
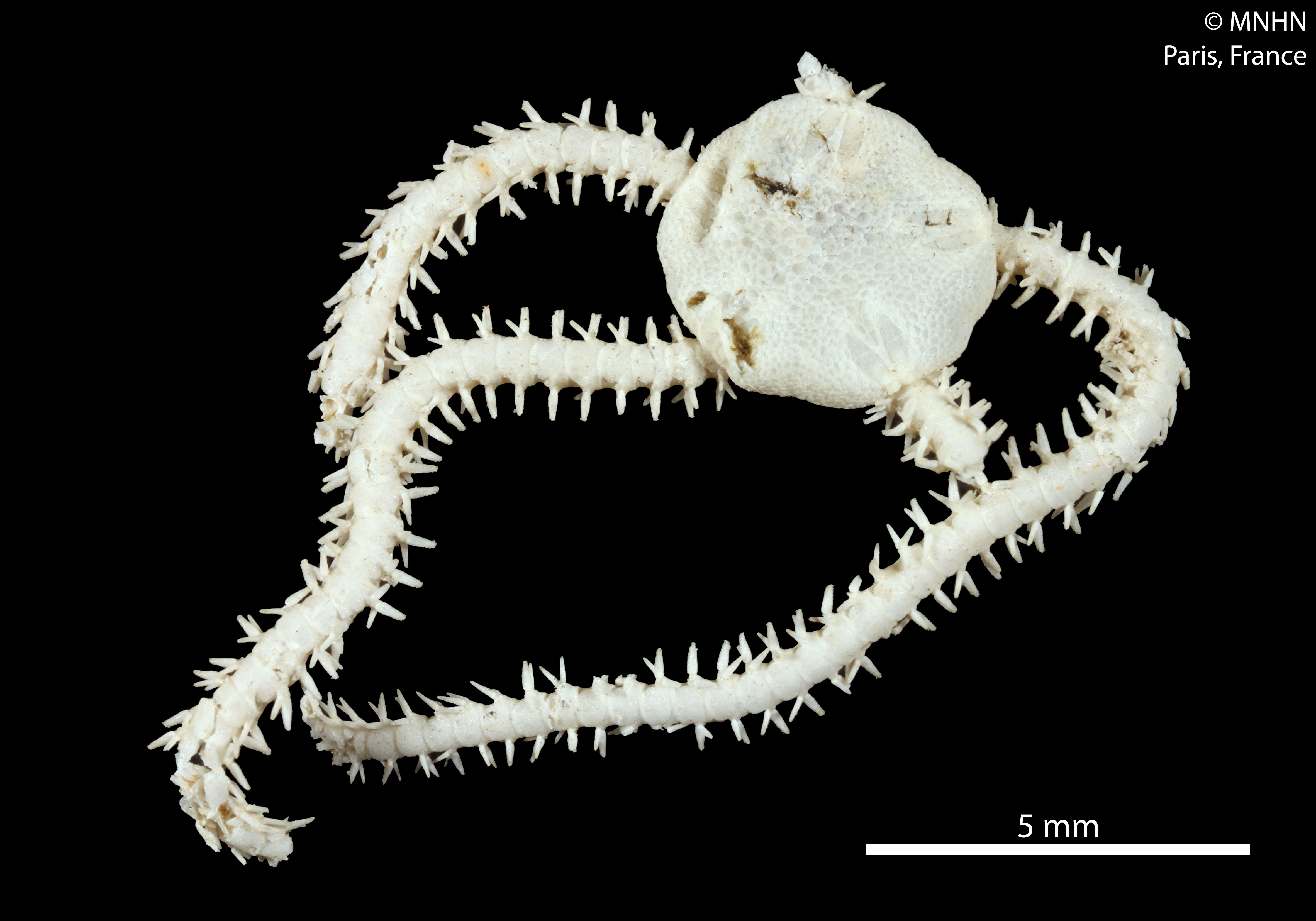
Amphiura delamarei
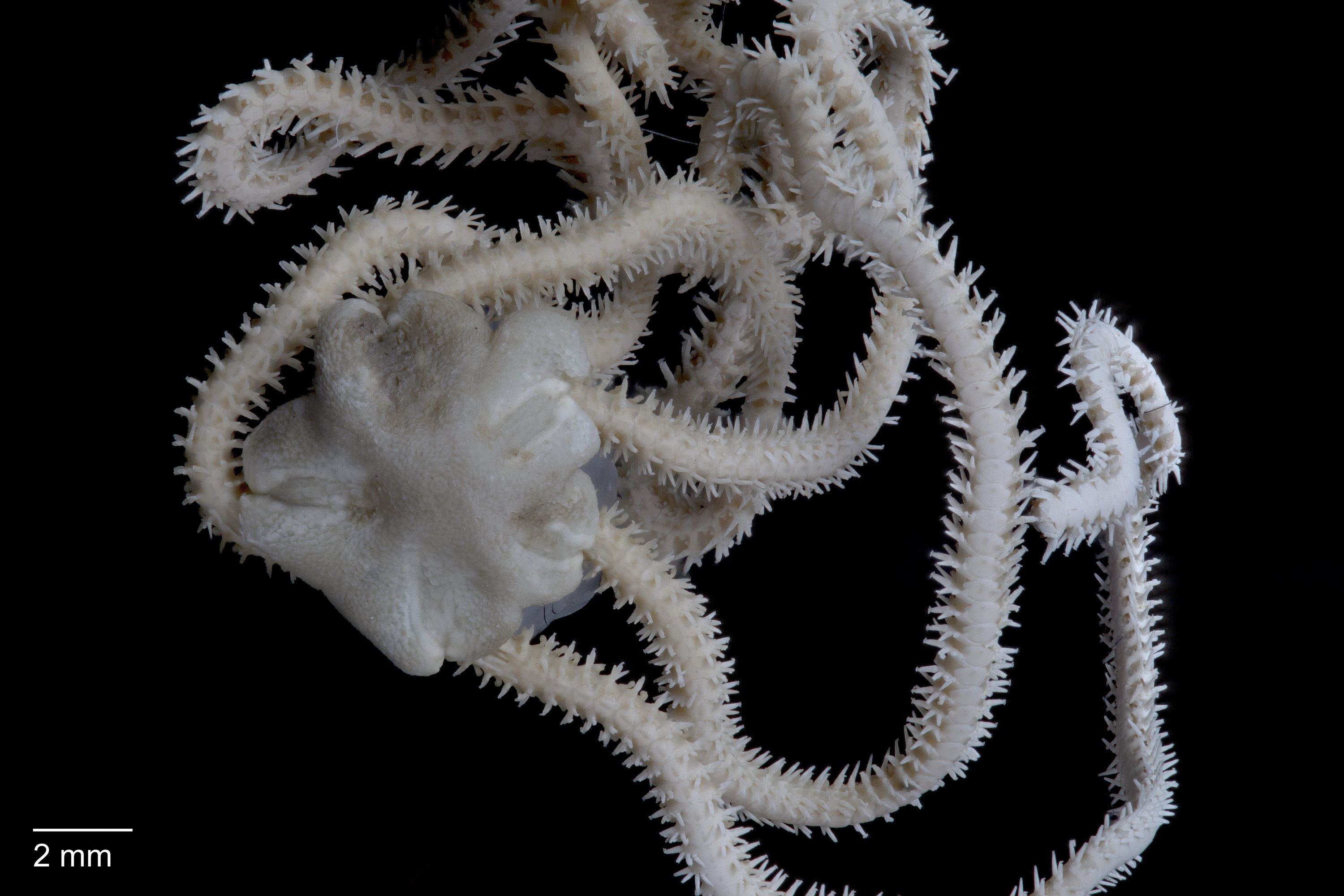
Amphiura elandiformis
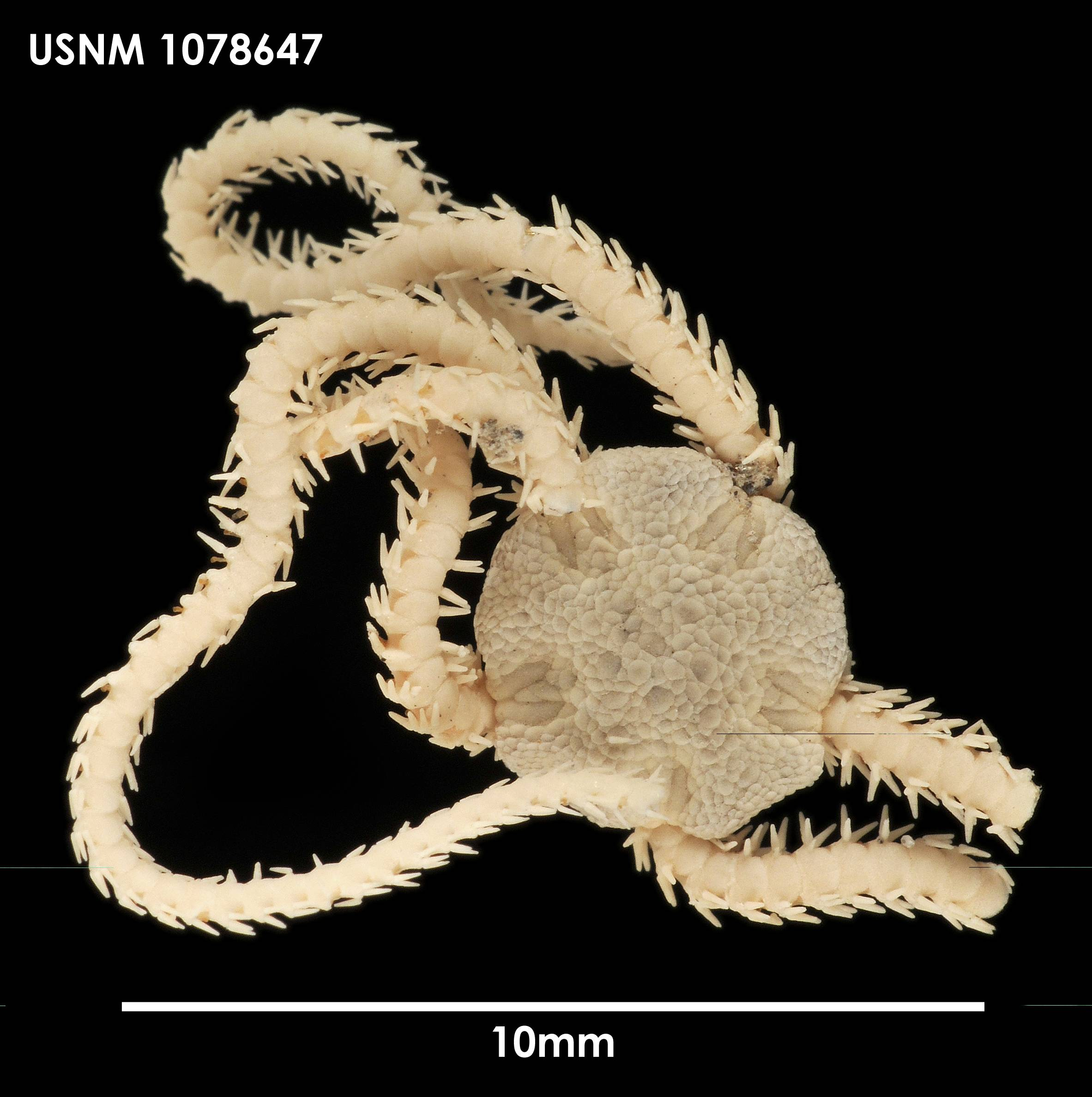
Amphiura eugeniae
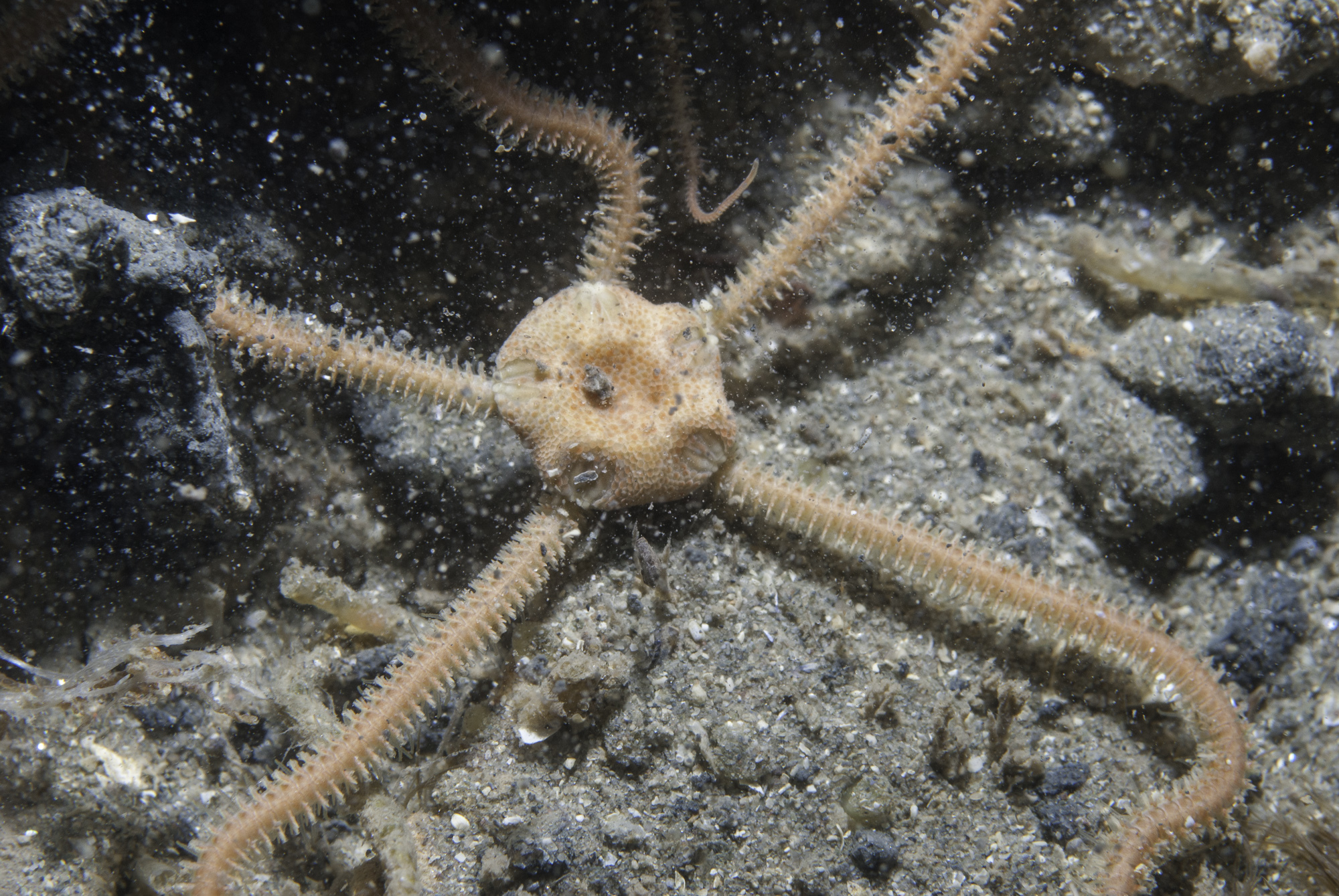
Amphiura filiformis
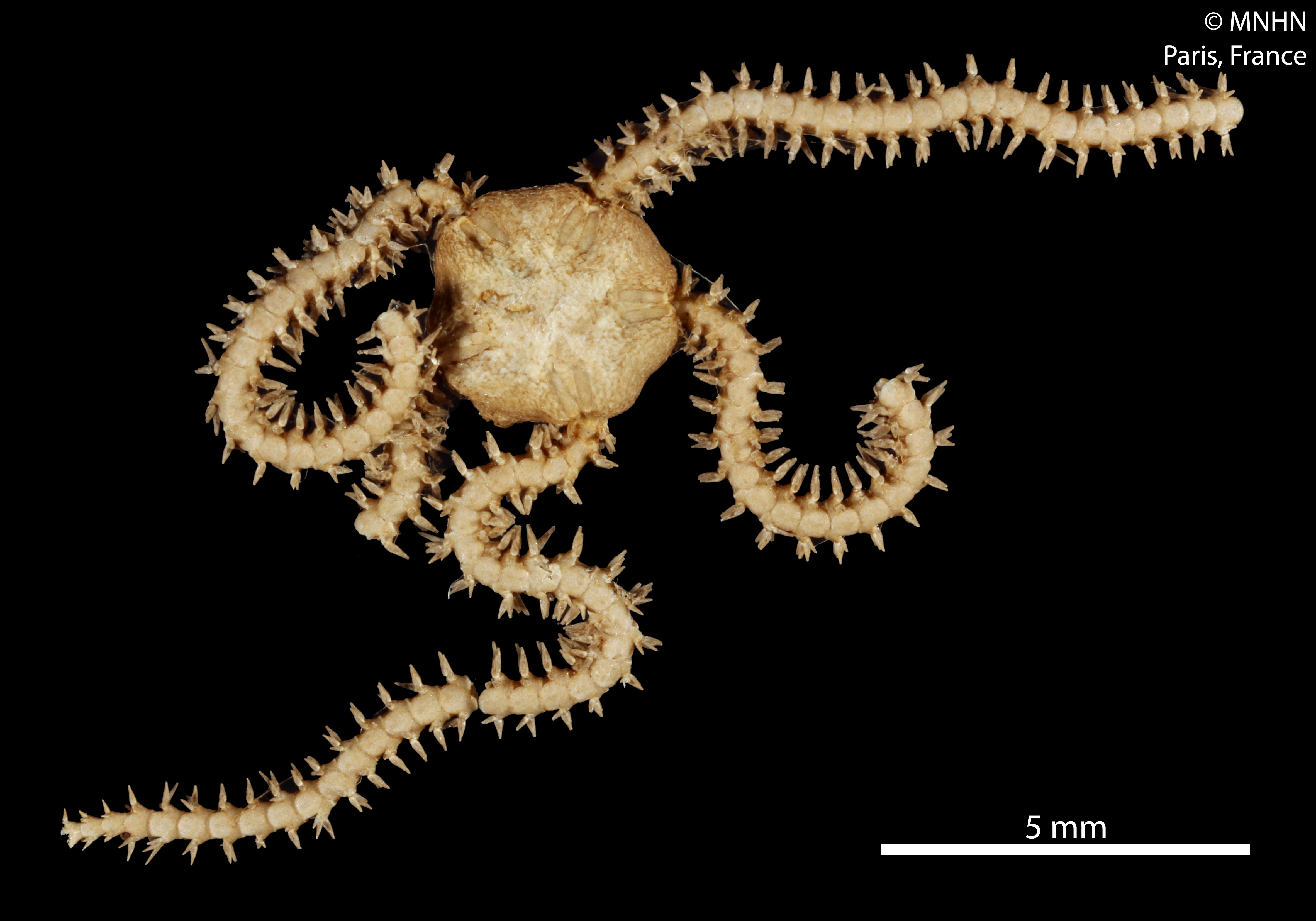
Amphiura grandisquama
Amphiura gymnopora
Amphiura hexacantha
Amphiura hexactis
Amphiura hinemoae
Amphiura holboelli
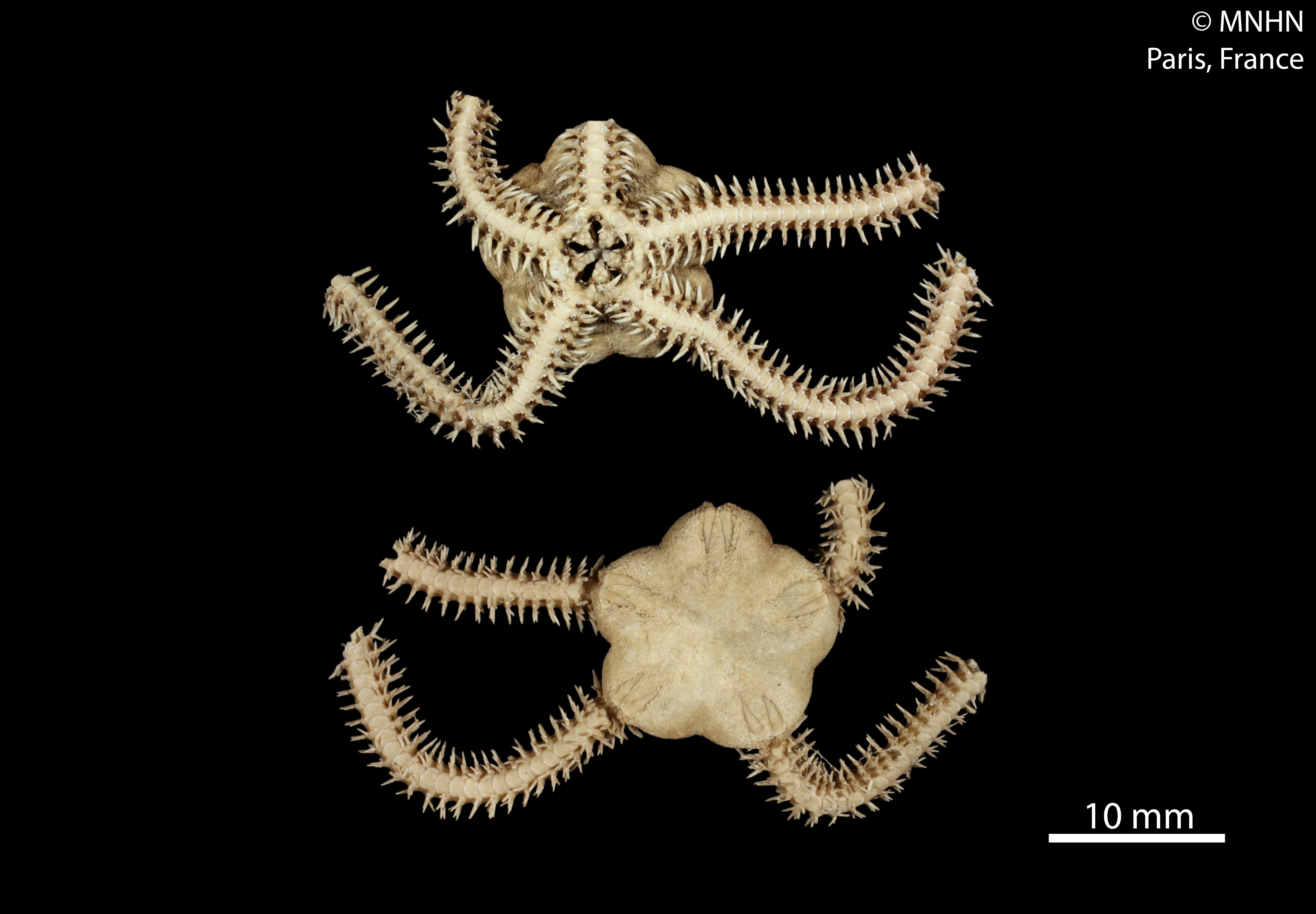
Amphiura joubini
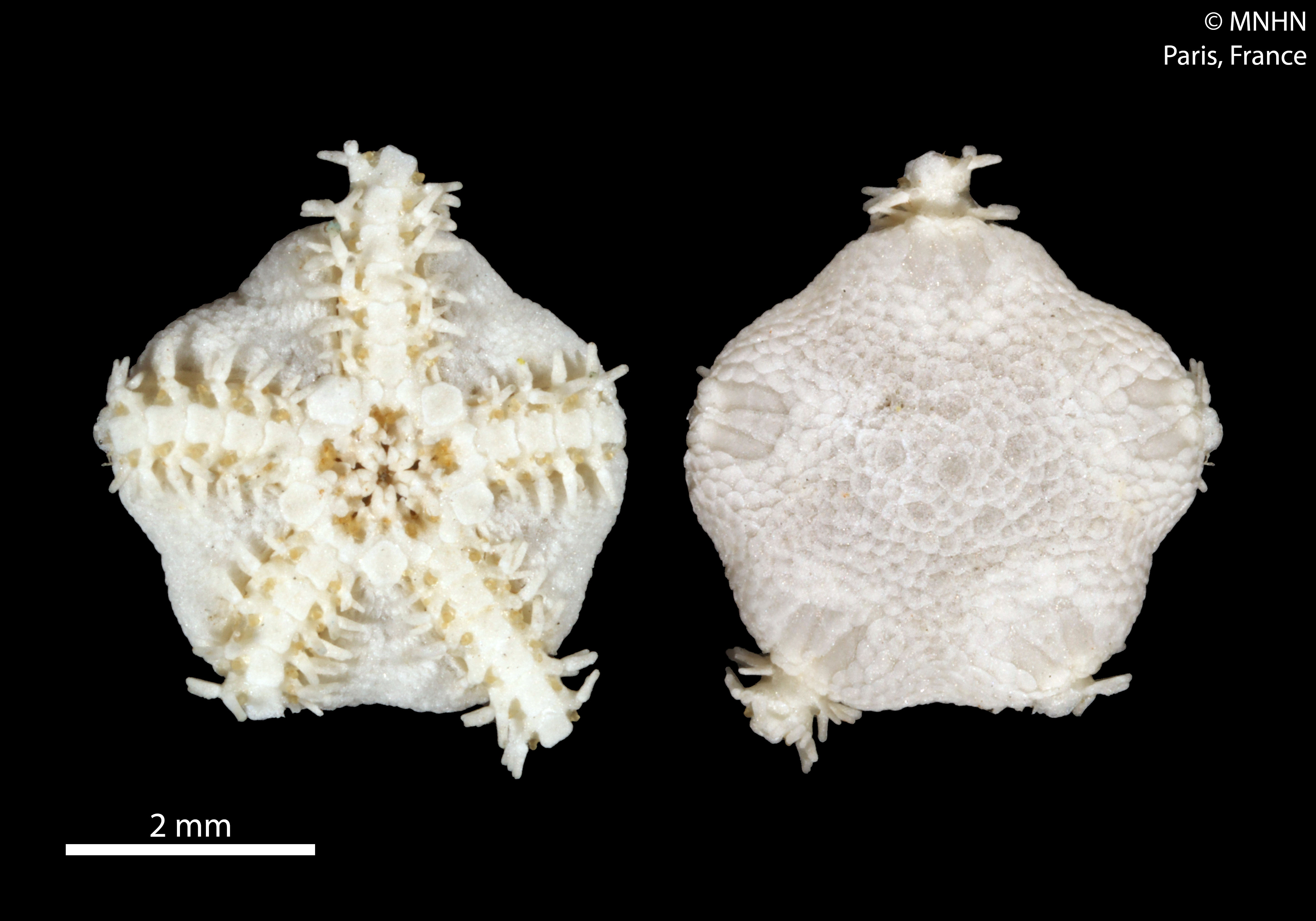
Amphiura lacazei
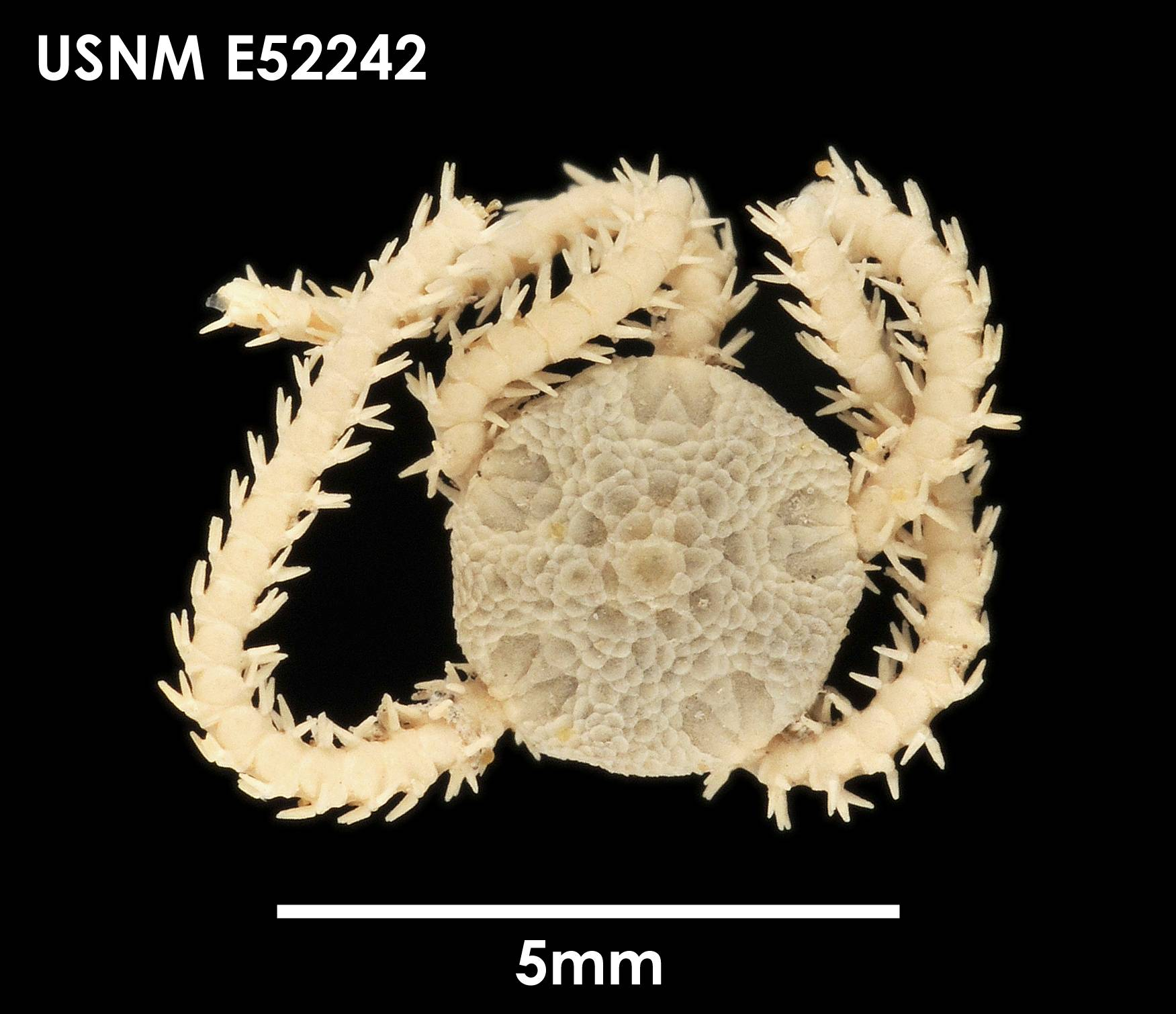
Amphiura lymani
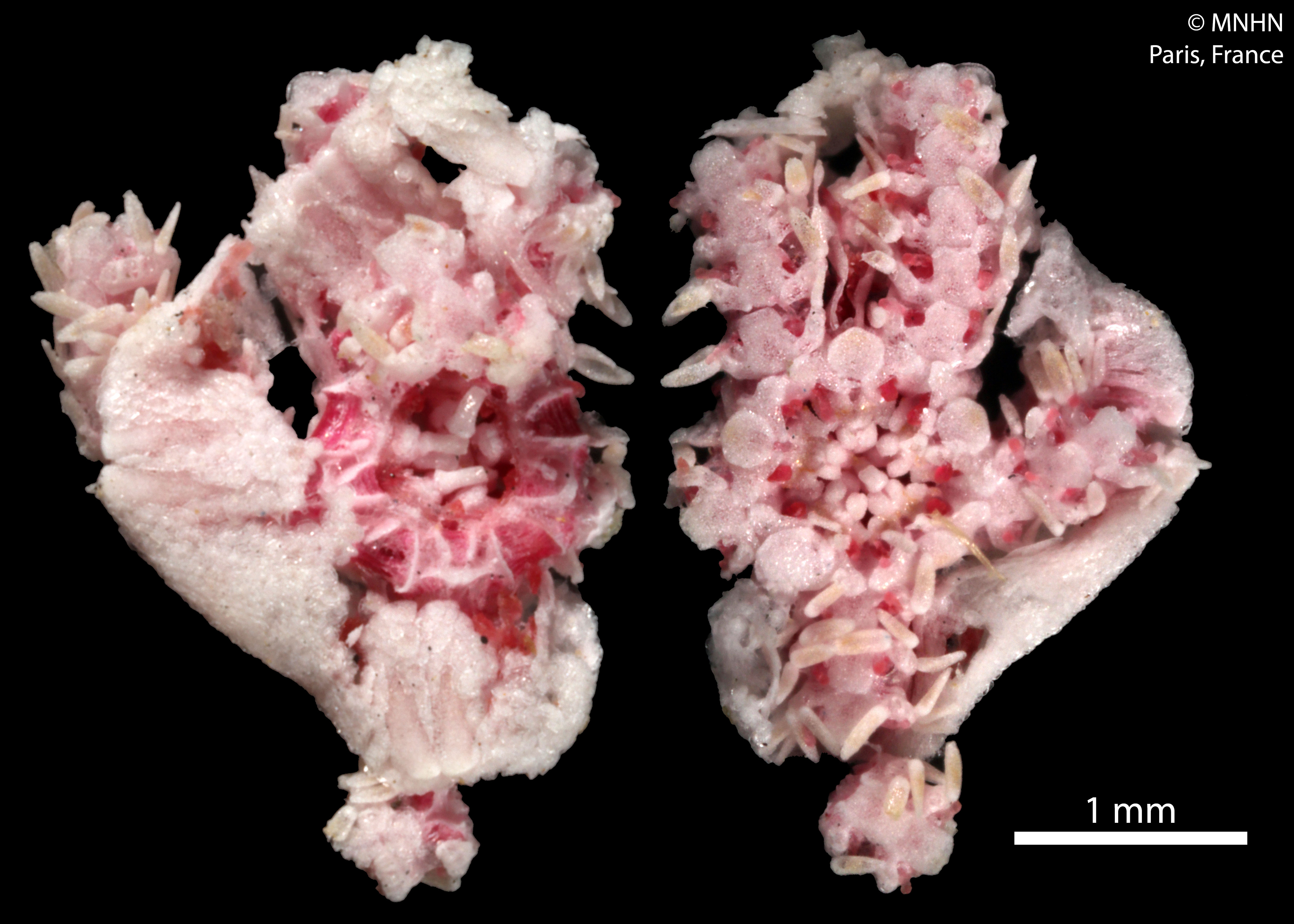
Amphiura madecassae
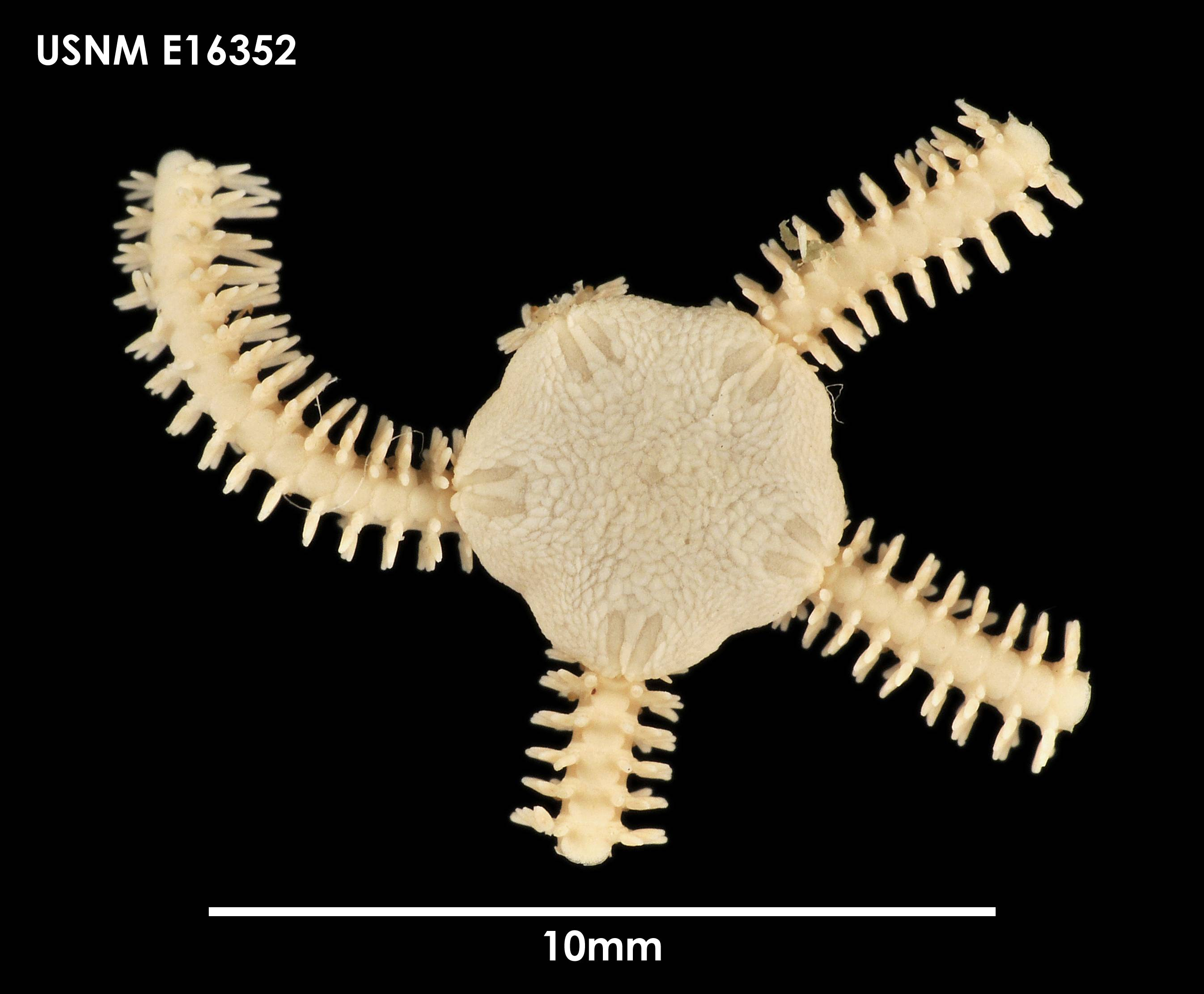
Amphiura magellanica
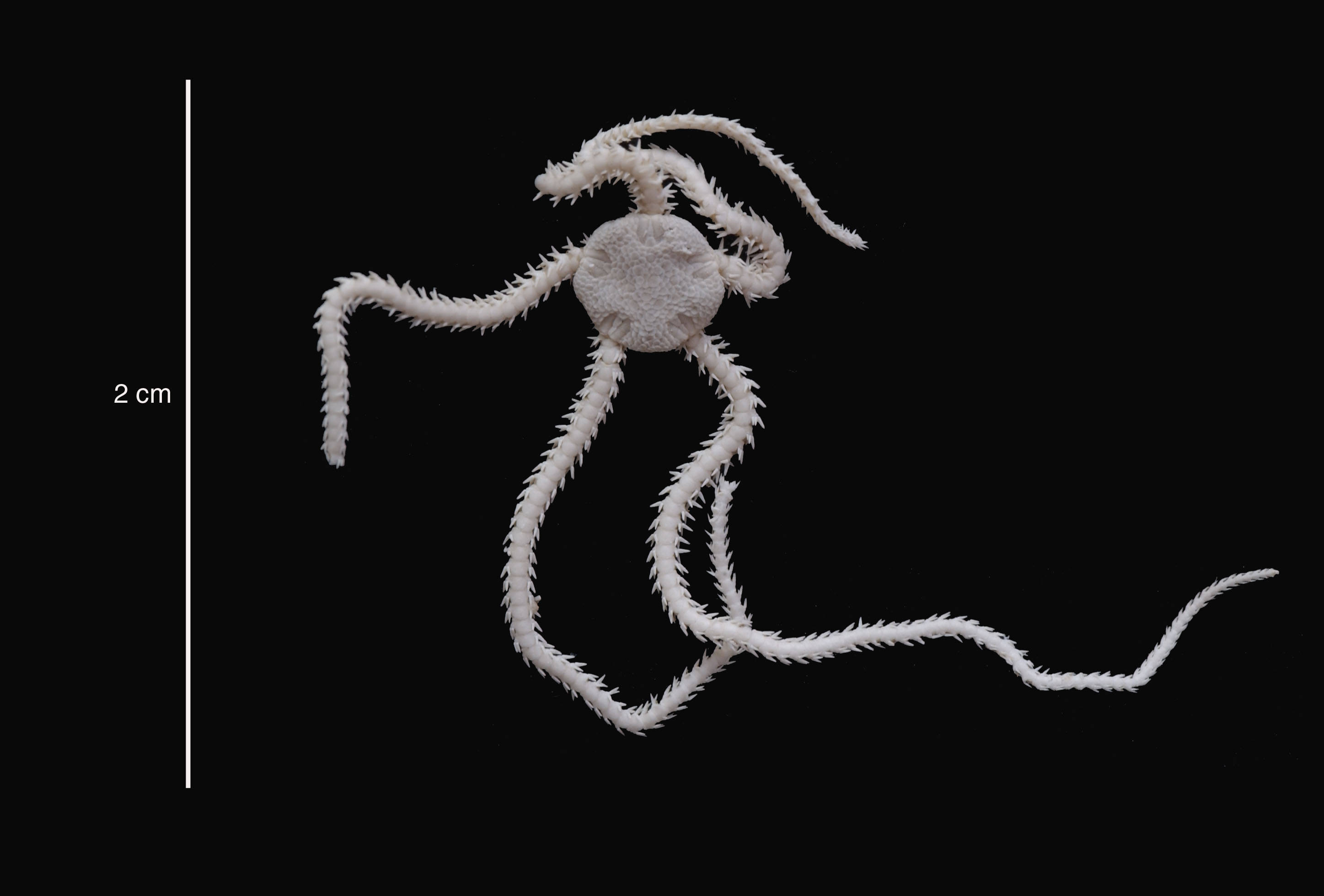
Amphiura microplax
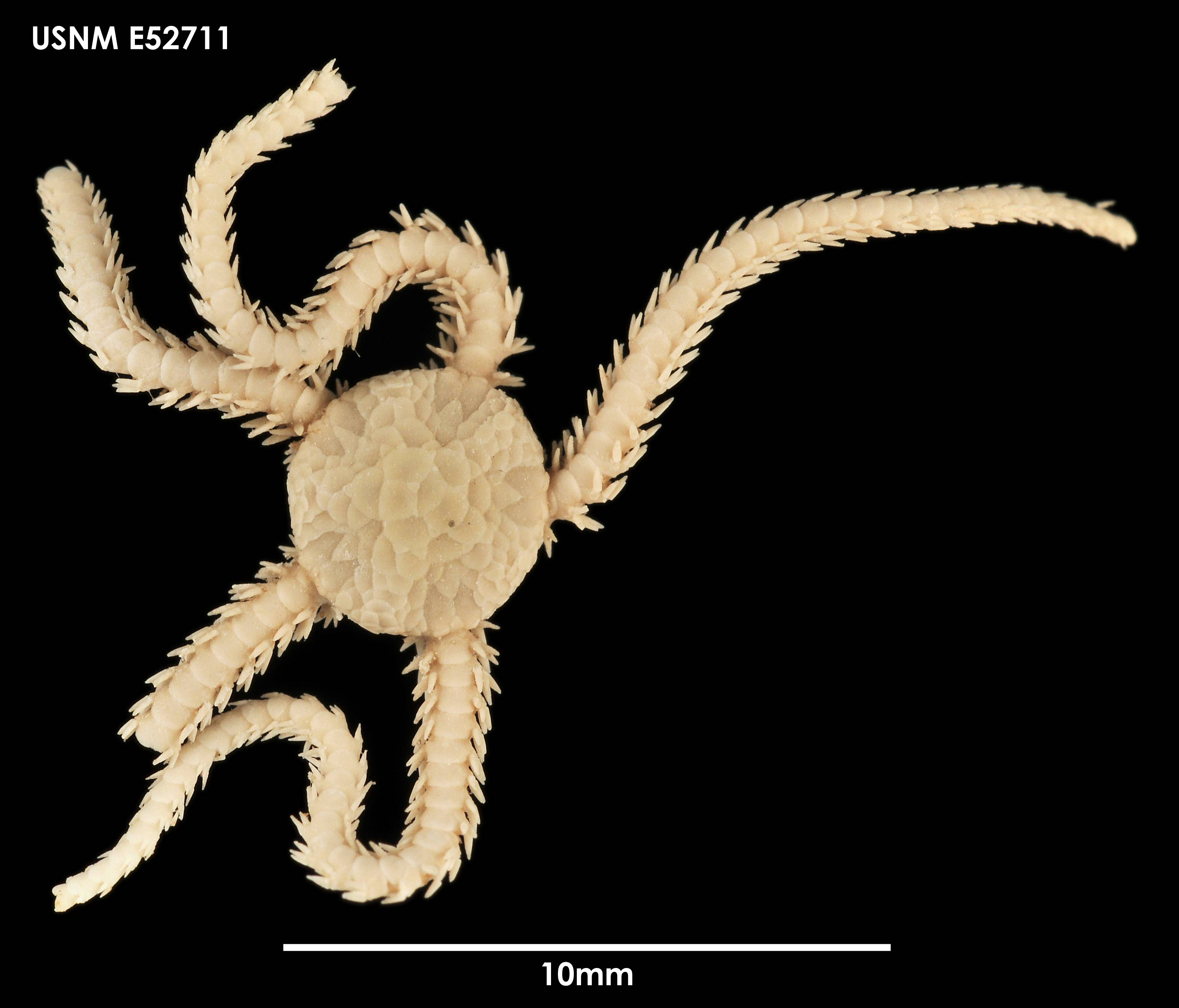
Amphiura monorima
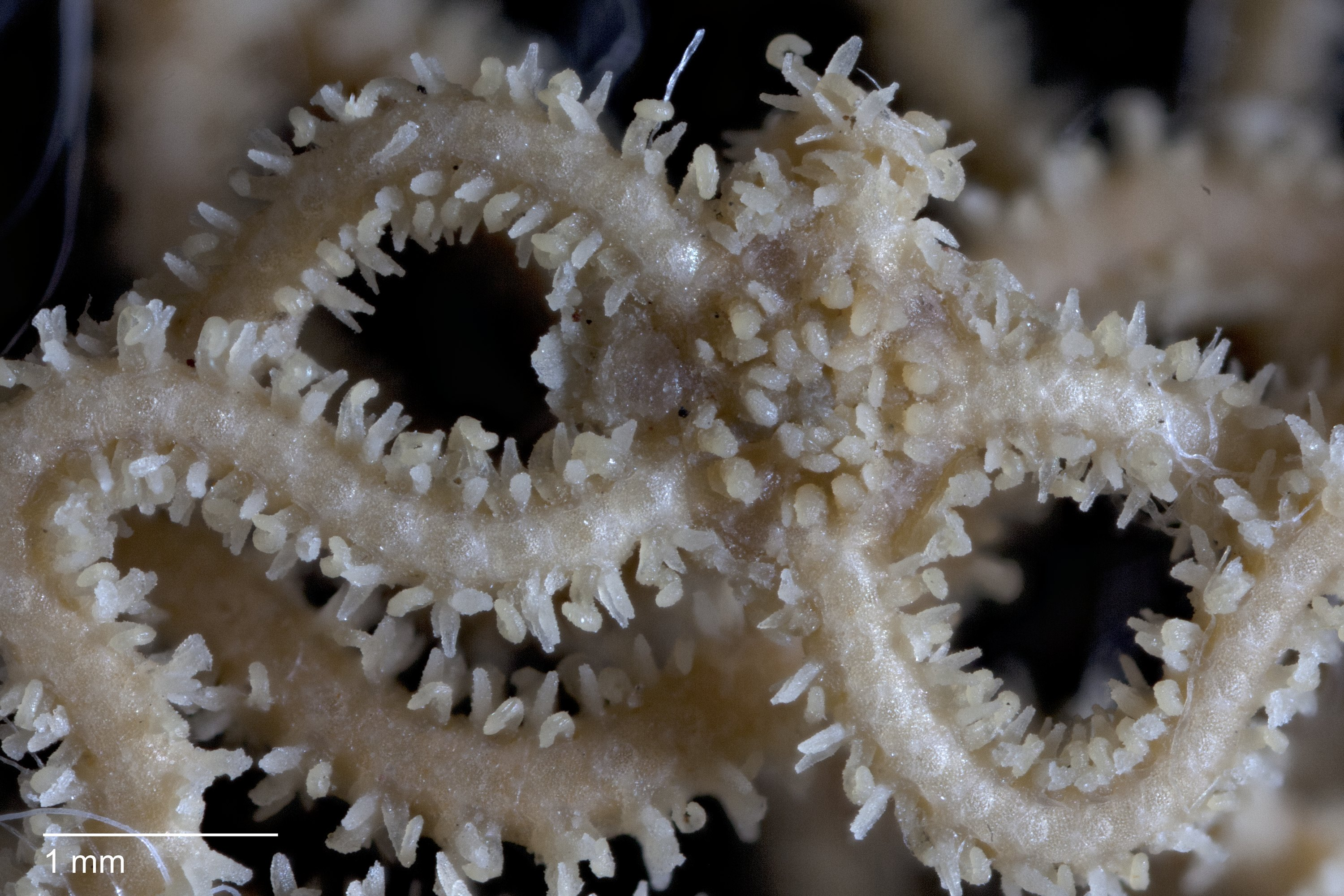
Amphiura parviscutata
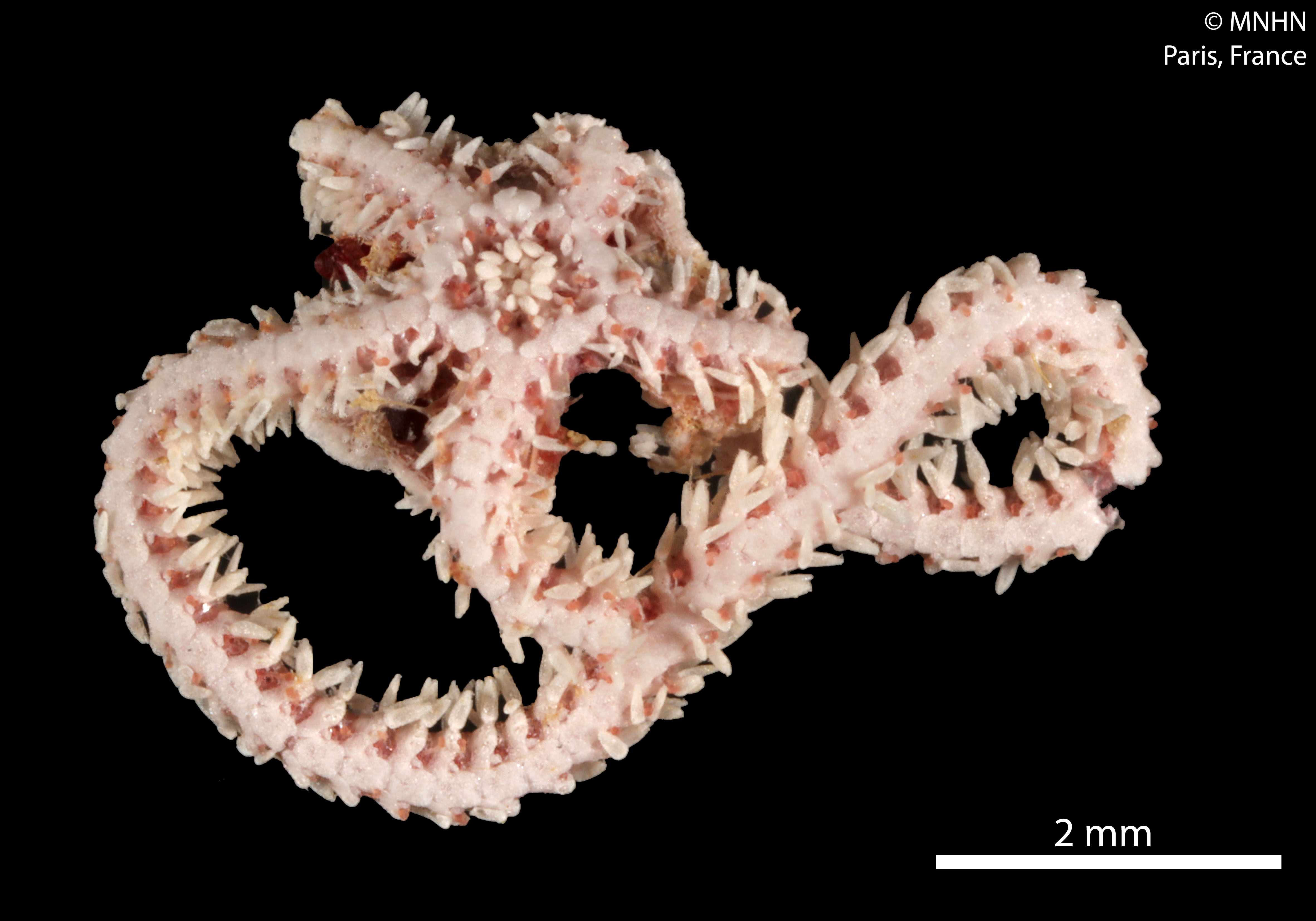
Amphiura plantei
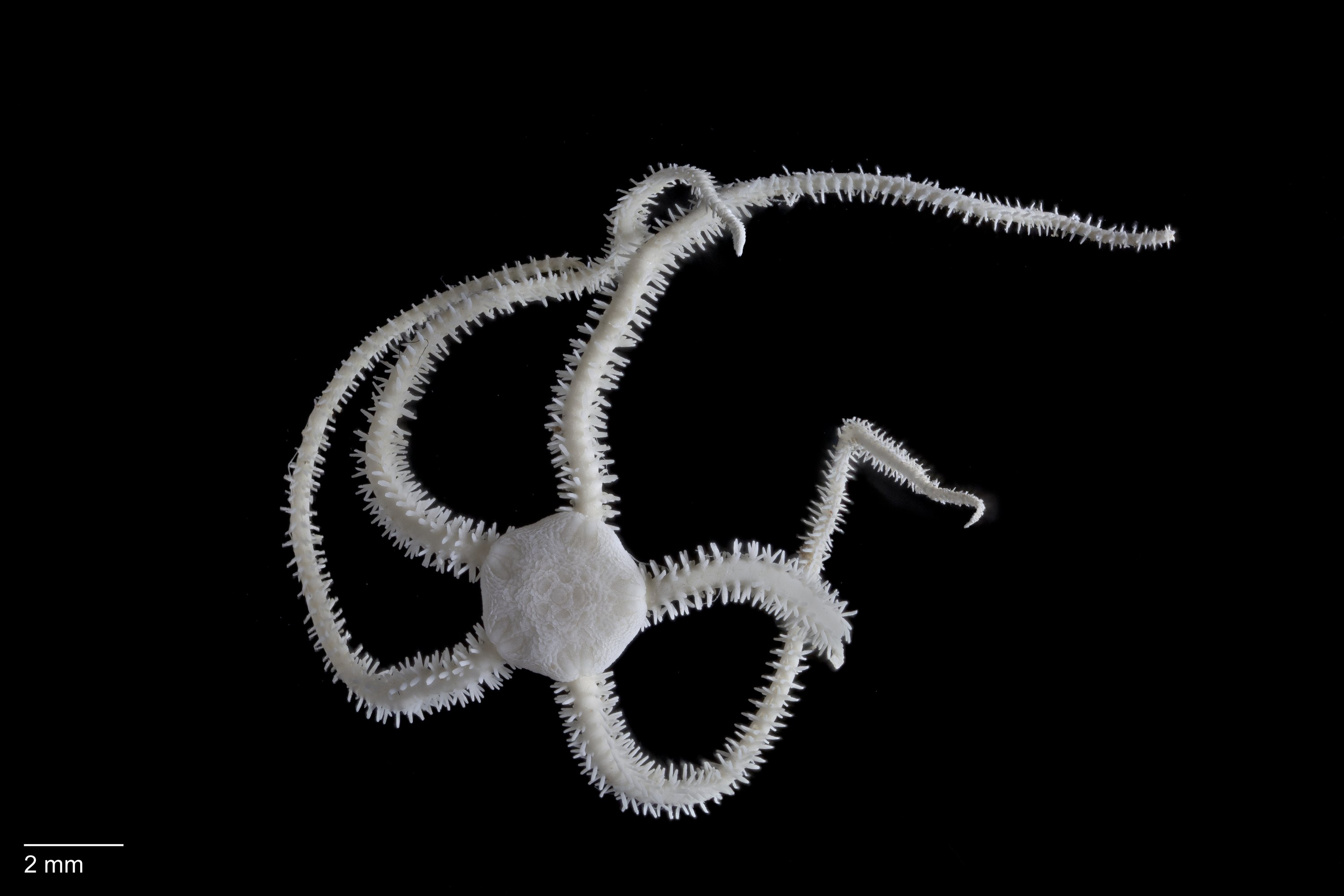
Amphiura poecila
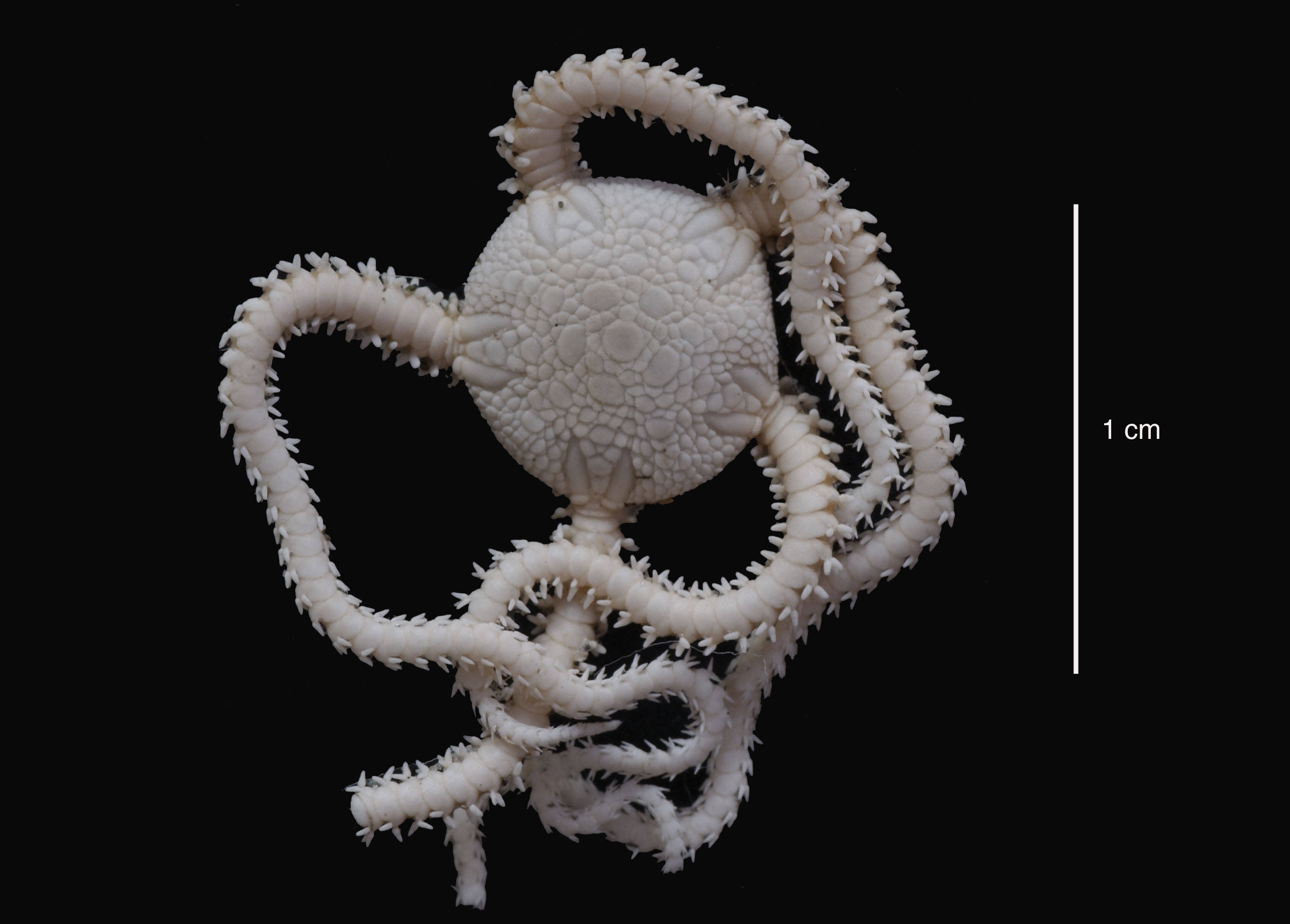
Amphiura proposita
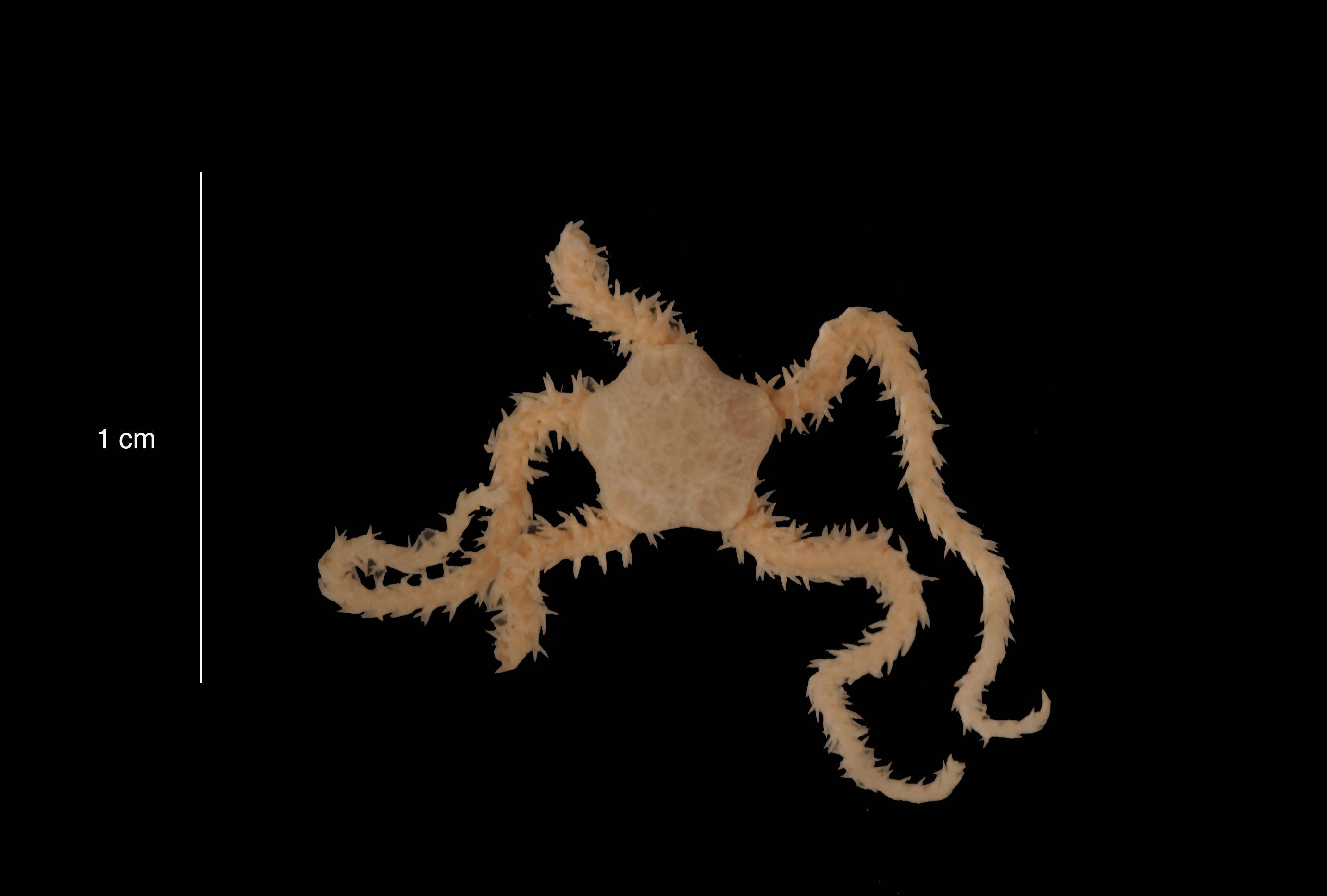
Amphiura protecta
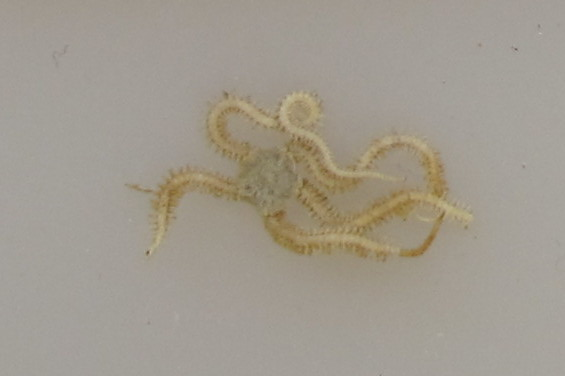
Amphiura pusilla
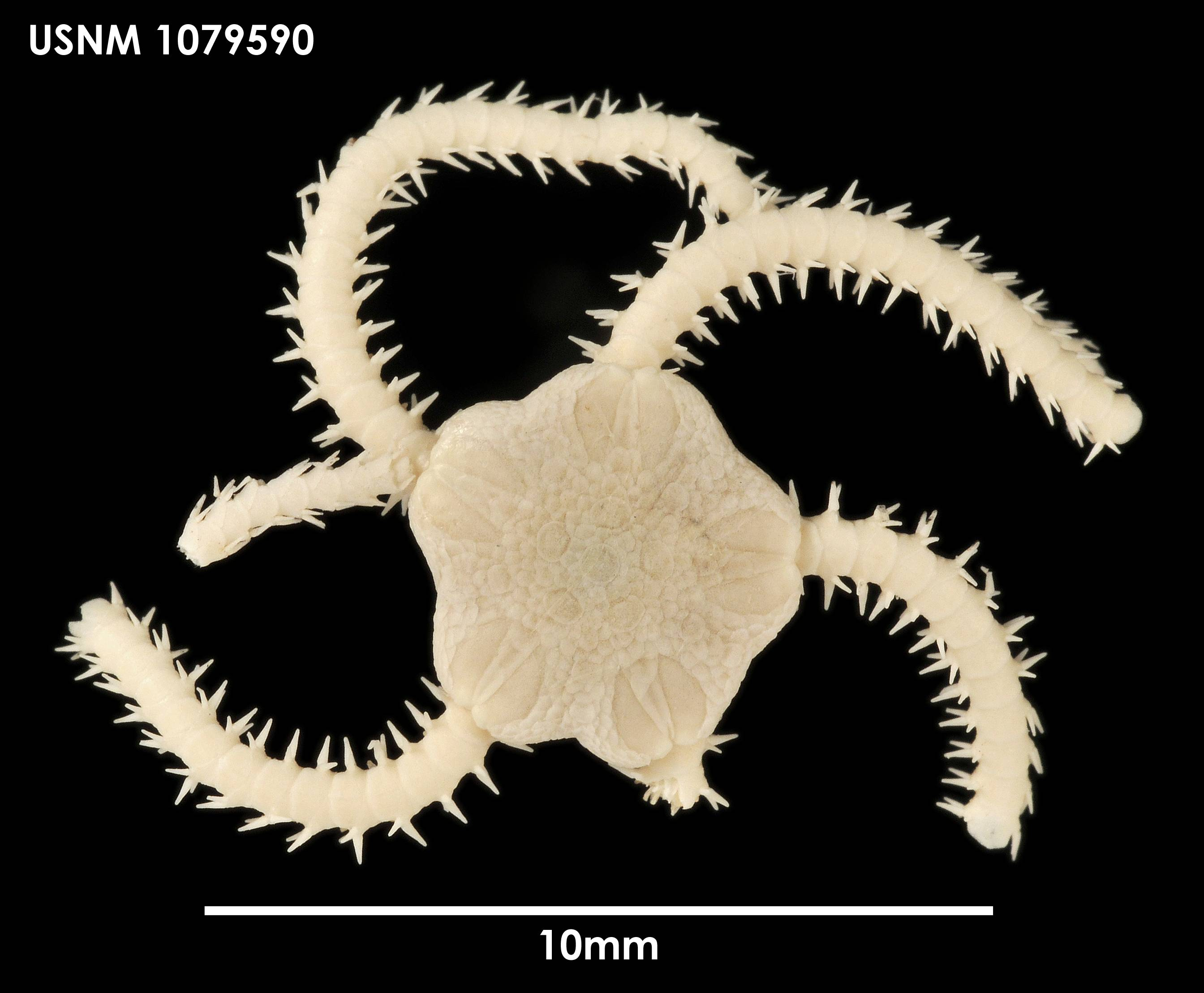
Amphiura reloncavii
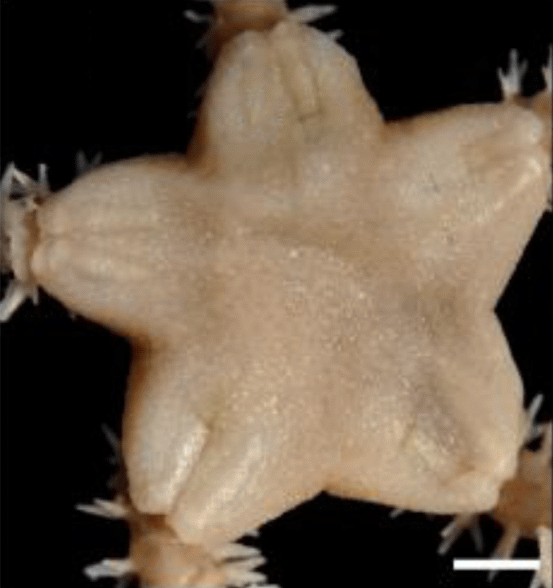
Amphiura richardi
Amphiura senegalensis
Amphiura spinipes
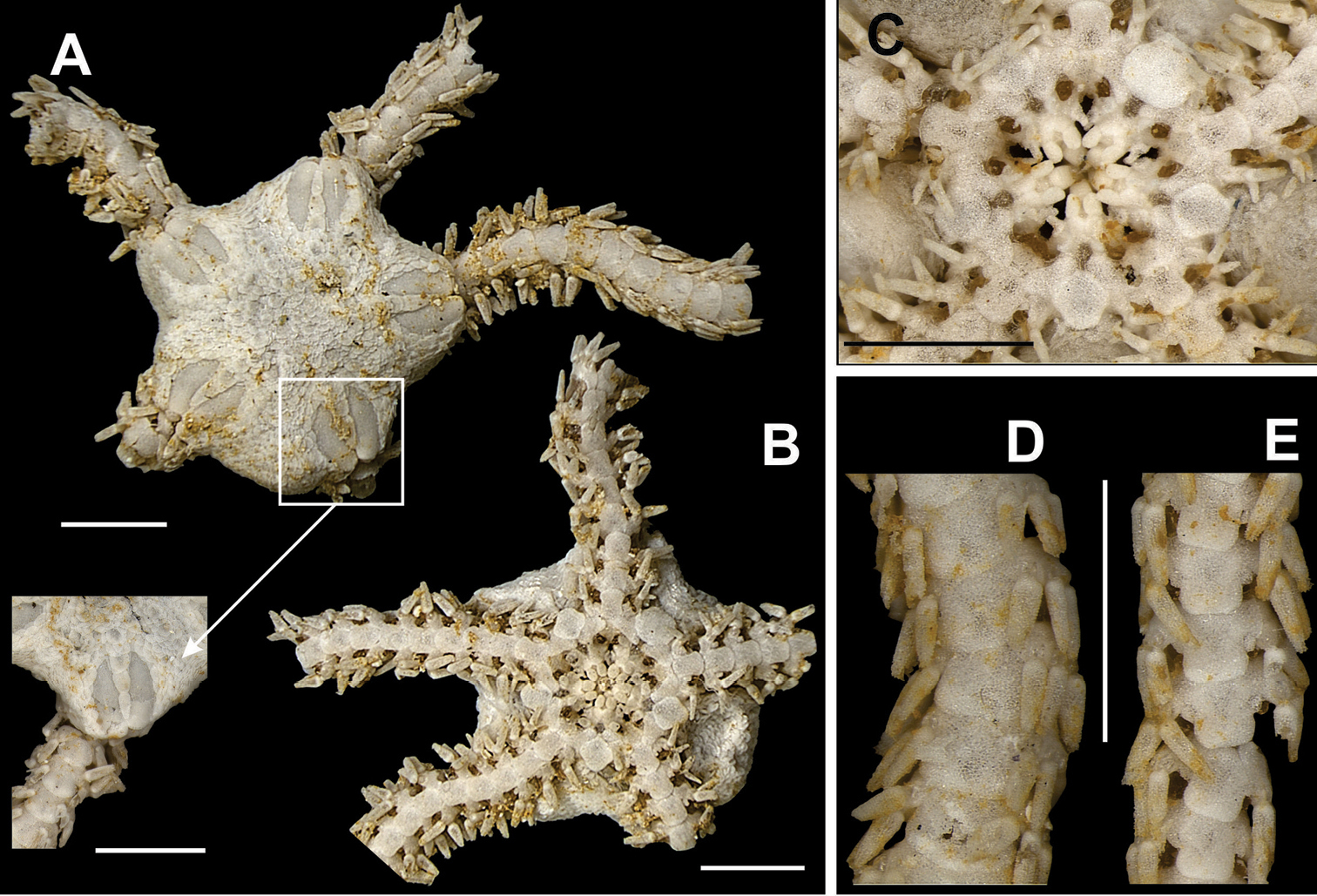
Amphiura stimpsonii
Amphiura velox